# BatCoV RaTG13
forme
Synonymes
- BatCoV Ra4991

Classification phylogénétique
- Espèce : SARSr-CoV
  - 
    - 
      -  SARSr-CoV WIV1
      -  SARSr-CoV RsSHC014

    -  SARS-CoV-1 (agent du SRAS)

  - 
    -  SARSr-CoV RaTG13
    -  SARS-CoV-2 (agent de la COVID-19)[1]

- chauve-souris
- humain

Le Coronavirus de chauve-souris RaTG13 lié au SRAS ou Bat SL-CoV RaTG13 est une souche de betacoronavirus qui infecte la chauve-souris Rhinolophe fer à cheval intermédiaire (Rhinolophus affinis).
Elle a été découverte en 2013 dans des excréments de chauves-souris d'une grotte minière près de la ville de Tongguan du xian autonome hani de Mojiang dans le Yunnan en Chine. C'est le plus proche parent connu du SARS-CoV-2, virus qui cause la COVID-19,.
C'est une souche de coronavirus (CoV), infectant la chauve-souris (bat en anglais), d'où l'abréviation BatCoV (ou BtCoV),.
Le nom de la souche elle-même comporte l'espèce porteuse (Ra – Rhinolophus affinis), le lieu de découverte (TG – Tongguan), et l'année de découverte (13 – 2013), soit « RaTG13 ».

## Virologie
RaTG13 est un virus à ARN à simple brin à polarité positive doté d'une membrane externe. Son génome compte environ 29 800 nucléotides. Le génome code une réplicase (ORF1a/1b) et quatre protéines structurelles, dont une protéine spike (S), une protéine de membrane (M), une protéine de membrane externe (E) et une protéine de capside (N). Le génome contient également cinq gènes codant des protéines accessoires : NS3, NS6, NS7a, NS7b et NS8.
RaTG13 a une similarité nucléotidique de 96,1 % avec le virus du SARS-CoV-2, suggérant que le SARS-CoV-2 a pour origine les chauve-souris. La plus grande différence entre RaTG13 et SARS-CoV-2 est la protéine spike (S), avec seulement 92,89% de similarité nucléotidique,. A la différence du SARS-CoV-2, la protéine S du virus du RaTG13 est dépourvue du motif de clivage de la furine RRAR↓S. De manière surprenante, il a été observé en laboratoire que RaTG13 est incapable de se fixer sur les récepteurs ACE2 des chauves-souris censées être son hôte naturel. En revanche, le RaTG13 reconnaît très bien les récepteurs ACE2 des souris et rats, et dans une moindre mesure ceux des humains. À partir de constat, il a été suggéré que l’échantillon fécal qui a permis de séquencer RaTG13 pourrait être en fait celui d’un rongeur et non d’une chauve-souris,.
| ORF          | Similitude en nucléotides |
| ------------ | ------------------------- |
| ORF1a        | 96,05 %                   |
| ORF1b        | 97,33 %                   |
| S            | 92,89 %                   |
| NS3 / ORF3a  | 96,26 %                   |
| E            | 99,56 %                   |
| M            | 95,52 %                   |
| NS6 / ORF6   | 98,39 %                   |
| NS7a / ORF7a | 95,63 %                   |
| NS7b / ORF7b | 99,24 %                   |
| NS8 / ORF8   | 96,99 %                   |
| N            | 96,9 %                    |

## Position phylogénétique
L'arbre phylogénétique de la branche des coronavirus apparentés au SARS-CoV-2, tel qu'obtenu sur la base du gène RdRp, est le suivant,, :
|  | SL-ZXC21, 88 %, Rhinolophus pusillus, Zhoushan, Zhejiang (récolté en 2015, publié en 2018) |
|  |                                                                                            |
|  | SL-ZC45, 88 %, Rhinolophus pusillus, Zhoushan, Zhejiang (récolté en 2017, publié en 2018)  |
|  |                                                                                            |

|  | RmYN02, 93,3 %, Rhinolophus malayanus, Mengla, Yunnan (récolté en juin 2019, publié en 2020) |
|  |                                                                                              |
|  | RpYN06, 94.4 %, Rhinolophus pusillus, Mengla, Yunnan (récolté en mai 2020, publié en 2021)   |
|  |                                                                                              |

|  | RshSTT182, 92,6 %, Rhinolophus shameli, Stoeng Treng, Cambodge (récolté en 2010, publié en 2021) |
|  |                                                                                                  |
|  | RaTG13, 96,1 %, Rhinolophus affinis, Mojiang, Yunnan (récolté en 2013, publié en 2020)           |
|  |                                                                                                  |

|  | RmYN02, 93,3 %, Rhinolophus malayanus, Mengla, Yunnan (récolté en juin 2019, publié en 2020) |
|  |                                                                                              |
|  | RpYN06, 94.4 %, Rhinolophus pusillus, Mengla, Yunnan (récolté en mai 2020, publié en 2021)   |
|  |                                                                                              |

|  | RshSTT182, 92,6 %, Rhinolophus shameli, Stoeng Treng, Cambodge (récolté en 2010, publié en 2021) |
|  |                                                                                                  |
|  | RaTG13, 96,1 %, Rhinolophus affinis, Mojiang, Yunnan (récolté en 2013, publié en 2020)           |
|  |                                                                                                  |

|  | RmYN02, 93,3 %, Rhinolophus malayanus, Mengla, Yunnan (récolté en juin 2019, publié en 2020) |
|  |                                                                                              |
|  | RpYN06, 94.4 %, Rhinolophus pusillus, Mengla, Yunnan (récolté en mai 2020, publié en 2021)   |
|  |                                                                                              |

|  | RshSTT182, 92,6 %, Rhinolophus shameli, Stoeng Treng, Cambodge (récolté en 2010, publié en 2021) |
|  |                                                                                                  |
|  | RaTG13, 96,1 %, Rhinolophus affinis, Mojiang, Yunnan (récolté en 2013, publié en 2020)           |
|  |                                                                                                  |

|  | RmYN02, 93,3 %, Rhinolophus malayanus, Mengla, Yunnan (récolté en juin 2019, publié en 2020) |
|  |                                                                                              |
|  | RpYN06, 94.4 %, Rhinolophus pusillus, Mengla, Yunnan (récolté en mai 2020, publié en 2021)   |
|  |                                                                                              |

|  | RshSTT182, 92,6 %, Rhinolophus shameli, Stoeng Treng, Cambodge (récolté en 2010, publié en 2021) |
|  |                                                                                                  |
|  | RaTG13, 96,1 %, Rhinolophus affinis, Mojiang, Yunnan (récolté en 2013, publié en 2020)           |
|  |                                                                                                  |

|  | RmYN02, 93,3 %, Rhinolophus malayanus, Mengla, Yunnan (récolté en juin 2019, publié en 2020) |
|  |                                                                                              |
|  | RpYN06, 94.4 %, Rhinolophus pusillus, Mengla, Yunnan (récolté en mai 2020, publié en 2021)   |
|  |                                                                                              |

|  | RshSTT182, 92,6 %, Rhinolophus shameli, Stoeng Treng, Cambodge (récolté en 2010, publié en 2021) |
|  |                                                                                                  |
|  | RaTG13, 96,1 %, Rhinolophus affinis, Mojiang, Yunnan (récolté en 2013, publié en 2020)           |
|  |                                                                                                  |

|  | RmYN02, 93,3 %, Rhinolophus malayanus, Mengla, Yunnan (récolté en juin 2019, publié en 2020) |
|  |                                                                                              |
|  | RpYN06, 94.4 %, Rhinolophus pusillus, Mengla, Yunnan (récolté en mai 2020, publié en 2021)   |
|  |                                                                                              |

|  | RshSTT182, 92,6 %, Rhinolophus shameli, Stoeng Treng, Cambodge (récolté en 2010, publié en 2021) |
|  |                                                                                                  |
|  | RaTG13, 96,1 %, Rhinolophus affinis, Mojiang, Yunnan (récolté en 2013, publié en 2020)           |
|  |                                                                                                  |

|  | RmYN02, 93,3 %, Rhinolophus malayanus, Mengla, Yunnan (récolté en juin 2019, publié en 2020) |
|  |                                                                                              |
|  | RpYN06, 94.4 %, Rhinolophus pusillus, Mengla, Yunnan (récolté en mai 2020, publié en 2021)   |
|  |                                                                                              |

|  | RshSTT182, 92,6 %, Rhinolophus shameli, Stoeng Treng, Cambodge (récolté en 2010, publié en 2021) |
|  |                                                                                                  |
|  | RaTG13, 96,1 %, Rhinolophus affinis, Mojiang, Yunnan (récolté en 2013, publié en 2020)           |
|  |                                                                                                  |

|  | RmYN02, 93,3 %, Rhinolophus malayanus, Mengla, Yunnan (récolté en juin 2019, publié en 2020) |
|  |                                                                                              |
|  | RpYN06, 94.4 %, Rhinolophus pusillus, Mengla, Yunnan (récolté en mai 2020, publié en 2021)   |
|  |                                                                                              |

|  | RshSTT182, 92,6 %, Rhinolophus shameli, Stoeng Treng, Cambodge (récolté en 2010, publié en 2021) |
|  |                                                                                                  |
|  | RaTG13, 96,1 %, Rhinolophus affinis, Mojiang, Yunnan (récolté en 2013, publié en 2020)           |
|  |                                                                                                  |

|  | RmYN02, 93,3 %, Rhinolophus malayanus, Mengla, Yunnan (récolté en juin 2019, publié en 2020) |
|  |                                                                                              |
|  | RpYN06, 94.4 %, Rhinolophus pusillus, Mengla, Yunnan (récolté en mai 2020, publié en 2021)   |
|  |                                                                                              |

|  | RshSTT182, 92,6 %, Rhinolophus shameli, Stoeng Treng, Cambodge (récolté en 2010, publié en 2021) |
|  |                                                                                                  |
|  | RaTG13, 96,1 %, Rhinolophus affinis, Mojiang, Yunnan (récolté en 2013, publié en 2020)           |
|  |                                                                                                  |

|  | RmYN02, 93,3 %, Rhinolophus malayanus, Mengla, Yunnan (récolté en juin 2019, publié en 2020) |
|  |                                                                                              |
|  | RpYN06, 94.4 %, Rhinolophus pusillus, Mengla, Yunnan (récolté en mai 2020, publié en 2021)   |
|  |                                                                                              |

|  | RshSTT182, 92,6 %, Rhinolophus shameli, Stoeng Treng, Cambodge (récolté en 2010, publié en 2021) |
|  |                                                                                                  |
|  | RaTG13, 96,1 %, Rhinolophus affinis, Mojiang, Yunnan (récolté en 2013, publié en 2020)           |
|  |                                                                                                  |

|  | RmYN02, 93,3 %, Rhinolophus malayanus, Mengla, Yunnan (récolté en juin 2019, publié en 2020) |
|  |                                                                                              |
|  | RpYN06, 94.4 %, Rhinolophus pusillus, Mengla, Yunnan (récolté en mai 2020, publié en 2021)   |
|  |                                                                                              |

|  | RshSTT182, 92,6 %, Rhinolophus shameli, Stoeng Treng, Cambodge (récolté en 2010, publié en 2021) |
|  |                                                                                                  |
|  | RaTG13, 96,1 %, Rhinolophus affinis, Mojiang, Yunnan (récolté en 2013, publié en 2020)           |
|  |                                                                                                  |

|  | RmYN02, 93,3 %, Rhinolophus malayanus, Mengla, Yunnan (récolté en juin 2019, publié en 2020) |
|  |                                                                                              |
|  | RpYN06, 94.4 %, Rhinolophus pusillus, Mengla, Yunnan (récolté en mai 2020, publié en 2021)   |
|  |                                                                                              |

|  | RshSTT182, 92,6 %, Rhinolophus shameli, Stoeng Treng, Cambodge (récolté en 2010, publié en 2021) |
|  |                                                                                                  |
|  | RaTG13, 96,1 %, Rhinolophus affinis, Mojiang, Yunnan (récolté en 2013, publié en 2020)           |
|  |                                                                                                  |

|  | RmYN02, 93,3 %, Rhinolophus malayanus, Mengla, Yunnan (récolté en juin 2019, publié en 2020) |
|  |                                                                                              |
|  | RpYN06, 94.4 %, Rhinolophus pusillus, Mengla, Yunnan (récolté en mai 2020, publié en 2021)   |
|  |                                                                                              |

|  | RshSTT182, 92,6 %, Rhinolophus shameli, Stoeng Treng, Cambodge (récolté en 2010, publié en 2021) |
|  |                                                                                                  |
|  | RaTG13, 96,1 %, Rhinolophus affinis, Mojiang, Yunnan (récolté en 2013, publié en 2020)           |
|  |                                                                                                  |

|  | RmYN02, 93,3 %, Rhinolophus malayanus, Mengla, Yunnan (récolté en juin 2019, publié en 2020) |
|  |                                                                                              |
|  | RpYN06, 94.4 %, Rhinolophus pusillus, Mengla, Yunnan (récolté en mai 2020, publié en 2021)   |
|  |                                                                                              |

|  | RshSTT182, 92,6 %, Rhinolophus shameli, Stoeng Treng, Cambodge (récolté en 2010, publié en 2021) |
|  |                                                                                                  |
|  | RaTG13, 96,1 %, Rhinolophus affinis, Mojiang, Yunnan (récolté en 2013, publié en 2020)           |
|  |                                                                                                  |

|  | RmYN02, 93,3 %, Rhinolophus malayanus, Mengla, Yunnan (récolté en juin 2019, publié en 2020) |
|  |                                                                                              |
|  | RpYN06, 94.4 %, Rhinolophus pusillus, Mengla, Yunnan (récolté en mai 2020, publié en 2021)   |
|  |                                                                                              |

|  | RshSTT182, 92,6 %, Rhinolophus shameli, Stoeng Treng, Cambodge (récolté en 2010, publié en 2021) |
|  |                                                                                                  |
|  | RaTG13, 96,1 %, Rhinolophus affinis, Mojiang, Yunnan (récolté en 2013, publié en 2020)           |
|  |                                                                                                  |

|  | RmYN02, 93,3 %, Rhinolophus malayanus, Mengla, Yunnan (récolté en juin 2019, publié en 2020) |
|  |                                                                                              |
|  | RpYN06, 94.4 %, Rhinolophus pusillus, Mengla, Yunnan (récolté en mai 2020, publié en 2021)   |
|  |                                                                                              |

|  | RshSTT182, 92,6 %, Rhinolophus shameli, Stoeng Treng, Cambodge (récolté en 2010, publié en 2021) |
|  |                                                                                                  |
|  | RaTG13, 96,1 %, Rhinolophus affinis, Mojiang, Yunnan (récolté en 2013, publié en 2020)           |
|  |                                                                                                  |

|  | RmYN02, 93,3 %, Rhinolophus malayanus, Mengla, Yunnan (récolté en juin 2019, publié en 2020) |
|  |                                                                                              |
|  | RpYN06, 94.4 %, Rhinolophus pusillus, Mengla, Yunnan (récolté en mai 2020, publié en 2021)   |
|  |                                                                                              |

|  | RshSTT182, 92,6 %, Rhinolophus shameli, Stoeng Treng, Cambodge (récolté en 2010, publié en 2021) |
|  |                                                                                                  |
|  | RaTG13, 96,1 %, Rhinolophus affinis, Mojiang, Yunnan (récolté en 2013, publié en 2020)           |
|  |                                                                                                  |

|  | RmYN02, 93,3 %, Rhinolophus malayanus, Mengla, Yunnan (récolté en juin 2019, publié en 2020) |
|  |                                                                                              |
|  | RpYN06, 94.4 %, Rhinolophus pusillus, Mengla, Yunnan (récolté en mai 2020, publié en 2021)   |
|  |                                                                                              |

|  | RshSTT182, 92,6 %, Rhinolophus shameli, Stoeng Treng, Cambodge (récolté en 2010, publié en 2021) |
|  |                                                                                                  |
|  | RaTG13, 96,1 %, Rhinolophus affinis, Mojiang, Yunnan (récolté en 2013, publié en 2020)           |
|  |                                                                                                  |

|  | RmYN02, 93,3 %, Rhinolophus malayanus, Mengla, Yunnan (récolté en juin 2019, publié en 2020) |
|  |                                                                                              |
|  | RpYN06, 94.4 %, Rhinolophus pusillus, Mengla, Yunnan (récolté en mai 2020, publié en 2021)   |
|  |                                                                                              |

|  | RshSTT182, 92,6 %, Rhinolophus shameli, Stoeng Treng, Cambodge (récolté en 2010, publié en 2021) |
|  |                                                                                                  |
|  | RaTG13, 96,1 %, Rhinolophus affinis, Mojiang, Yunnan (récolté en 2013, publié en 2020)           |
|  |                                                                                                  |

|  | RmYN02, 93,3 %, Rhinolophus malayanus, Mengla, Yunnan (récolté en juin 2019, publié en 2020) |
|  |                                                                                              |
|  | RpYN06, 94.4 %, Rhinolophus pusillus, Mengla, Yunnan (récolté en mai 2020, publié en 2021)   |
|  |                                                                                              |

|  | RshSTT182, 92,6 %, Rhinolophus shameli, Stoeng Treng, Cambodge (récolté en 2010, publié en 2021) |
|  |                                                                                                  |
|  | RaTG13, 96,1 %, Rhinolophus affinis, Mojiang, Yunnan (récolté en 2013, publié en 2020)           |
|  |                                                                                                  |

|  | RmYN02, 93,3 %, Rhinolophus malayanus, Mengla, Yunnan (récolté en juin 2019, publié en 2020) |
|  |                                                                                              |
|  | RpYN06, 94.4 %, Rhinolophus pusillus, Mengla, Yunnan (récolté en mai 2020, publié en 2021)   |
|  |                                                                                              |

|  | RshSTT182, 92,6 %, Rhinolophus shameli, Stoeng Treng, Cambodge (récolté en 2010, publié en 2021) |
|  |                                                                                                  |
|  | RaTG13, 96,1 %, Rhinolophus affinis, Mojiang, Yunnan (récolté en 2013, publié en 2020)           |
|  |                                                                                                  |

|  | RmYN02, 93,3 %, Rhinolophus malayanus, Mengla, Yunnan (récolté en juin 2019, publié en 2020) |
|  |                                                                                              |
|  | RpYN06, 94.4 %, Rhinolophus pusillus, Mengla, Yunnan (récolté en mai 2020, publié en 2021)   |
|  |                                                                                              |

|  | RshSTT182, 92,6 %, Rhinolophus shameli, Stoeng Treng, Cambodge (récolté en 2010, publié en 2021) |
|  |                                                                                                  |
|  | RaTG13, 96,1 %, Rhinolophus affinis, Mojiang, Yunnan (récolté en 2013, publié en 2020)           |
|  |                                                                                                  |

|  | RmYN02, 93,3 %, Rhinolophus malayanus, Mengla, Yunnan (récolté en juin 2019, publié en 2020) |
|  |                                                                                              |
|  | RpYN06, 94.4 %, Rhinolophus pusillus, Mengla, Yunnan (récolté en mai 2020, publié en 2021)   |
|  |                                                                                              |

|  | RshSTT182, 92,6 %, Rhinolophus shameli, Stoeng Treng, Cambodge (récolté en 2010, publié en 2021) |
|  |                                                                                                  |
|  | RaTG13, 96,1 %, Rhinolophus affinis, Mojiang, Yunnan (récolté en 2013, publié en 2020)           |
|  |                                                                                                  |

|  | RmYN02, 93,3 %, Rhinolophus malayanus, Mengla, Yunnan (récolté en juin 2019, publié en 2020) |
|  |                                                                                              |
|  | RpYN06, 94.4 %, Rhinolophus pusillus, Mengla, Yunnan (récolté en mai 2020, publié en 2021)   |
|  |                                                                                              |

|  | RshSTT182, 92,6 %, Rhinolophus shameli, Stoeng Treng, Cambodge (récolté en 2010, publié en 2021) |
|  |                                                                                                  |
|  | RaTG13, 96,1 %, Rhinolophus affinis, Mojiang, Yunnan (récolté en 2013, publié en 2020)           |
|  |                                                                                                  |

|  | RmYN02, 93,3 %, Rhinolophus malayanus, Mengla, Yunnan (récolté en juin 2019, publié en 2020) |
|  |                                                                                              |
|  | RpYN06, 94.4 %, Rhinolophus pusillus, Mengla, Yunnan (récolté en mai 2020, publié en 2021)   |
|  |                                                                                              |

|  | RshSTT182, 92,6 %, Rhinolophus shameli, Stoeng Treng, Cambodge (récolté en 2010, publié en 2021) |
|  |                                                                                                  |
|  | RaTG13, 96,1 %, Rhinolophus affinis, Mojiang, Yunnan (récolté en 2013, publié en 2020)           |
|  |                                                                                                  |

|  | RmYN02, 93,3 %, Rhinolophus malayanus, Mengla, Yunnan (récolté en juin 2019, publié en 2020) |
|  |                                                                                              |
|  | RpYN06, 94.4 %, Rhinolophus pusillus, Mengla, Yunnan (récolté en mai 2020, publié en 2021)   |
|  |                                                                                              |

|  | RshSTT182, 92,6 %, Rhinolophus shameli, Stoeng Treng, Cambodge (récolté en 2010, publié en 2021) |
|  |                                                                                                  |
|  | RaTG13, 96,1 %, Rhinolophus affinis, Mojiang, Yunnan (récolté en 2013, publié en 2020)           |
|  |                                                                                                  |

|  | RmYN02, 93,3 %, Rhinolophus malayanus, Mengla, Yunnan (récolté en juin 2019, publié en 2020) |
|  |                                                                                              |
|  | RpYN06, 94.4 %, Rhinolophus pusillus, Mengla, Yunnan (récolté en mai 2020, publié en 2021)   |
|  |                                                                                              |

|  | RshSTT182, 92,6 %, Rhinolophus shameli, Stoeng Treng, Cambodge (récolté en 2010, publié en 2021) |
|  |                                                                                                  |
|  | RaTG13, 96,1 %, Rhinolophus affinis, Mojiang, Yunnan (récolté en 2013, publié en 2020)           |
|  |                                                                                                  |

|  | RmYN02, 93,3 %, Rhinolophus malayanus, Mengla, Yunnan (récolté en juin 2019, publié en 2020) |
|  |                                                                                              |
|  | RpYN06, 94.4 %, Rhinolophus pusillus, Mengla, Yunnan (récolté en mai 2020, publié en 2021)   |
|  |                                                                                              |

|  | RshSTT182, 92,6 %, Rhinolophus shameli, Stoeng Treng, Cambodge (récolté en 2010, publié en 2021) |
|  |                                                                                                  |
|  | RaTG13, 96,1 %, Rhinolophus affinis, Mojiang, Yunnan (récolté en 2013, publié en 2020)           |
|  |                                                                                                  |

|  | RmYN02, 93,3 %, Rhinolophus malayanus, Mengla, Yunnan (récolté en juin 2019, publié en 2020) |
|  |                                                                                              |
|  | RpYN06, 94.4 %, Rhinolophus pusillus, Mengla, Yunnan (récolté en mai 2020, publié en 2021)   |
|  |                                                                                              |

|  | RshSTT182, 92,6 %, Rhinolophus shameli, Stoeng Treng, Cambodge (récolté en 2010, publié en 2021) |
|  |                                                                                                  |
|  | RaTG13, 96,1 %, Rhinolophus affinis, Mojiang, Yunnan (récolté en 2013, publié en 2020)           |
|  |                                                                                                  |

|  | RmYN02, 93,3 %, Rhinolophus malayanus, Mengla, Yunnan (récolté en juin 2019, publié en 2020) |
|  |                                                                                              |
|  | RpYN06, 94.4 %, Rhinolophus pusillus, Mengla, Yunnan (récolté en mai 2020, publié en 2021)   |
|  |                                                                                              |

|  | RshSTT182, 92,6 %, Rhinolophus shameli, Stoeng Treng, Cambodge (récolté en 2010, publié en 2021) |
|  |                                                                                                  |
|  | RaTG13, 96,1 %, Rhinolophus affinis, Mojiang, Yunnan (récolté en 2013, publié en 2020)           |
|  |                                                                                                  |

|  | RmYN02, 93,3 %, Rhinolophus malayanus, Mengla, Yunnan (récolté en juin 2019, publié en 2020) |
|  |                                                                                              |
|  | RpYN06, 94.4 %, Rhinolophus pusillus, Mengla, Yunnan (récolté en mai 2020, publié en 2021)   |
|  |                                                                                              |

|  | RshSTT182, 92,6 %, Rhinolophus shameli, Stoeng Treng, Cambodge (récolté en 2010, publié en 2021) |
|  |                                                                                                  |
|  | RaTG13, 96,1 %, Rhinolophus affinis, Mojiang, Yunnan (récolté en 2013, publié en 2020)           |
|  |                                                                                                  |

|  | RmYN02, 93,3 %, Rhinolophus malayanus, Mengla, Yunnan (récolté en juin 2019, publié en 2020) |
|  |                                                                                              |
|  | RpYN06, 94.4 %, Rhinolophus pusillus, Mengla, Yunnan (récolté en mai 2020, publié en 2021)   |
|  |                                                                                              |

|  | RshSTT182, 92,6 %, Rhinolophus shameli, Stoeng Treng, Cambodge (récolté en 2010, publié en 2021) |
|  |                                                                                                  |
|  | RaTG13, 96,1 %, Rhinolophus affinis, Mojiang, Yunnan (récolté en 2013, publié en 2020)           |
|  |                                                                                                  |

|  | RmYN02, 93,3 %, Rhinolophus malayanus, Mengla, Yunnan (récolté en juin 2019, publié en 2020) |
|  |                                                                                              |
|  | RpYN06, 94.4 %, Rhinolophus pusillus, Mengla, Yunnan (récolté en mai 2020, publié en 2021)   |
|  |                                                                                              |

|  | RshSTT182, 92,6 %, Rhinolophus shameli, Stoeng Treng, Cambodge (récolté en 2010, publié en 2021) |
|  |                                                                                                  |
|  | RaTG13, 96,1 %, Rhinolophus affinis, Mojiang, Yunnan (récolté en 2013, publié en 2020)           |
|  |                                                                                                  |

|  | RmYN02, 93,3 %, Rhinolophus malayanus, Mengla, Yunnan (récolté en juin 2019, publié en 2020) |
|  |                                                                                              |
|  | RpYN06, 94.4 %, Rhinolophus pusillus, Mengla, Yunnan (récolté en mai 2020, publié en 2021)   |
|  |                                                                                              |

|  | RshSTT182, 92,6 %, Rhinolophus shameli, Stoeng Treng, Cambodge (récolté en 2010, publié en 2021) |
|  |                                                                                                  |
|  | RaTG13, 96,1 %, Rhinolophus affinis, Mojiang, Yunnan (récolté en 2013, publié en 2020)           |
|  |                                                                                                  |

|  | RmYN02, 93,3 %, Rhinolophus malayanus, Mengla, Yunnan (récolté en juin 2019, publié en 2020) |
|  |                                                                                              |
|  | RpYN06, 94.4 %, Rhinolophus pusillus, Mengla, Yunnan (récolté en mai 2020, publié en 2021)   |
|  |                                                                                              |

|  | RshSTT182, 92,6 %, Rhinolophus shameli, Stoeng Treng, Cambodge (récolté en 2010, publié en 2021) |
|  |                                                                                                  |
|  | RaTG13, 96,1 %, Rhinolophus affinis, Mojiang, Yunnan (récolté en 2013, publié en 2020)           |
|  |                                                                                                  |

|  | RmYN02, 93,3 %, Rhinolophus malayanus, Mengla, Yunnan (récolté en juin 2019, publié en 2020) |
|  |                                                                                              |
|  | RpYN06, 94.4 %, Rhinolophus pusillus, Mengla, Yunnan (récolté en mai 2020, publié en 2021)   |
|  |                                                                                              |

|  | RshSTT182, 92,6 %, Rhinolophus shameli, Stoeng Treng, Cambodge (récolté en 2010, publié en 2021) |
|  |                                                                                                  |
|  | RaTG13, 96,1 %, Rhinolophus affinis, Mojiang, Yunnan (récolté en 2013, publié en 2020)           |
|  |                                                                                                  |

|  | RmYN02, 93,3 %, Rhinolophus malayanus, Mengla, Yunnan (récolté en juin 2019, publié en 2020) |
|  |                                                                                              |
|  | RpYN06, 94.4 %, Rhinolophus pusillus, Mengla, Yunnan (récolté en mai 2020, publié en 2021)   |
|  |                                                                                              |

|  | RshSTT182, 92,6 %, Rhinolophus shameli, Stoeng Treng, Cambodge (récolté en 2010, publié en 2021) |
|  |                                                                                                  |
|  | RaTG13, 96,1 %, Rhinolophus affinis, Mojiang, Yunnan (récolté en 2013, publié en 2020)           |
|  |                                                                                                  |

|  | RmYN02, 93,3 %, Rhinolophus malayanus, Mengla, Yunnan (récolté en juin 2019, publié en 2020) |
|  |                                                                                              |
|  | RpYN06, 94.4 %, Rhinolophus pusillus, Mengla, Yunnan (récolté en mai 2020, publié en 2021)   |
|  |                                                                                              |

|  | RshSTT182, 92,6 %, Rhinolophus shameli, Stoeng Treng, Cambodge (récolté en 2010, publié en 2021) |
|  |                                                                                                  |
|  | RaTG13, 96,1 %, Rhinolophus affinis, Mojiang, Yunnan (récolté en 2013, publié en 2020)           |
|  |                                                                                                  |

|  | RmYN02, 93,3 %, Rhinolophus malayanus, Mengla, Yunnan (récolté en juin 2019, publié en 2020) |
|  |                                                                                              |
|  | RpYN06, 94.4 %, Rhinolophus pusillus, Mengla, Yunnan (récolté en mai 2020, publié en 2021)   |
|  |                                                                                              |

|  | RshSTT182, 92,6 %, Rhinolophus shameli, Stoeng Treng, Cambodge (récolté en 2010, publié en 2021) |
|  |                                                                                                  |
|  | RaTG13, 96,1 %, Rhinolophus affinis, Mojiang, Yunnan (récolté en 2013, publié en 2020)           |
|  |                                                                                                  |

|  | RmYN02, 93,3 %, Rhinolophus malayanus, Mengla, Yunnan (récolté en juin 2019, publié en 2020) |
|  |                                                                                              |
|  | RpYN06, 94.4 %, Rhinolophus pusillus, Mengla, Yunnan (récolté en mai 2020, publié en 2021)   |
|  |                                                                                              |

|  | RshSTT182, 92,6 %, Rhinolophus shameli, Stoeng Treng, Cambodge (récolté en 2010, publié en 2021) |
|  |                                                                                                  |
|  | RaTG13, 96,1 %, Rhinolophus affinis, Mojiang, Yunnan (récolté en 2013, publié en 2020)           |
|  |                                                                                                  |

|  | RmYN02, 93,3 %, Rhinolophus malayanus, Mengla, Yunnan (récolté en juin 2019, publié en 2020) |
|  |                                                                                              |
|  | RpYN06, 94.4 %, Rhinolophus pusillus, Mengla, Yunnan (récolté en mai 2020, publié en 2021)   |
|  |                                                                                              |

|  | RshSTT182, 92,6 %, Rhinolophus shameli, Stoeng Treng, Cambodge (récolté en 2010, publié en 2021) |
|  |                                                                                                  |
|  | RaTG13, 96,1 %, Rhinolophus affinis, Mojiang, Yunnan (récolté en 2013, publié en 2020)           |
|  |                                                                                                  |

|  | RmYN02, 93,3 %, Rhinolophus malayanus, Mengla, Yunnan (récolté en juin 2019, publié en 2020) |
|  |                                                                                              |
|  | RpYN06, 94.4 %, Rhinolophus pusillus, Mengla, Yunnan (récolté en mai 2020, publié en 2021)   |
|  |                                                                                              |

|  | RshSTT182, 92,6 %, Rhinolophus shameli, Stoeng Treng, Cambodge (récolté en 2010, publié en 2021) |
|  |                                                                                                  |
|  | RaTG13, 96,1 %, Rhinolophus affinis, Mojiang, Yunnan (récolté en 2013, publié en 2020)           |
|  |                                                                                                  |

|  | RmYN02, 93,3 %, Rhinolophus malayanus, Mengla, Yunnan (récolté en juin 2019, publié en 2020) |
|  |                                                                                              |
|  | RpYN06, 94.4 %, Rhinolophus pusillus, Mengla, Yunnan (récolté en mai 2020, publié en 2021)   |
|  |                                                                                              |

|  | RshSTT182, 92,6 %, Rhinolophus shameli, Stoeng Treng, Cambodge (récolté en 2010, publié en 2021) |
|  |                                                                                                  |
|  | RaTG13, 96,1 %, Rhinolophus affinis, Mojiang, Yunnan (récolté en 2013, publié en 2020)           |
|  |                                                                                                  |

|  | RmYN02, 93,3 %, Rhinolophus malayanus, Mengla, Yunnan (récolté en juin 2019, publié en 2020) |
|  |                                                                                              |
|  | RpYN06, 94.4 %, Rhinolophus pusillus, Mengla, Yunnan (récolté en mai 2020, publié en 2021)   |
|  |                                                                                              |

|  | RshSTT182, 92,6 %, Rhinolophus shameli, Stoeng Treng, Cambodge (récolté en 2010, publié en 2021) |
|  |                                                                                                  |
|  | RaTG13, 96,1 %, Rhinolophus affinis, Mojiang, Yunnan (récolté en 2013, publié en 2020)           |
|  |                                                                                                  |

|  | RmYN02, 93,3 %, Rhinolophus malayanus, Mengla, Yunnan (récolté en juin 2019, publié en 2020) |
|  |                                                                                              |
|  | RpYN06, 94.4 %, Rhinolophus pusillus, Mengla, Yunnan (récolté en mai 2020, publié en 2021)   |
|  |                                                                                              |

|  | RshSTT182, 92,6 %, Rhinolophus shameli, Stoeng Treng, Cambodge (récolté en 2010, publié en 2021) |
|  |                                                                                                  |
|  | RaTG13, 96,1 %, Rhinolophus affinis, Mojiang, Yunnan (récolté en 2013, publié en 2020)           |
|  |                                                                                                  |

|  | RmYN02, 93,3 %, Rhinolophus malayanus, Mengla, Yunnan (récolté en juin 2019, publié en 2020) |
|  |                                                                                              |
|  | RpYN06, 94.4 %, Rhinolophus pusillus, Mengla, Yunnan (récolté en mai 2020, publié en 2021)   |
|  |                                                                                              |

|  | RshSTT182, 92,6 %, Rhinolophus shameli, Stoeng Treng, Cambodge (récolté en 2010, publié en 2021) |
|  |                                                                                                  |
|  | RaTG13, 96,1 %, Rhinolophus affinis, Mojiang, Yunnan (récolté en 2013, publié en 2020)           |
|  |                                                                                                  |

|  | RmYN02, 93,3 %, Rhinolophus malayanus, Mengla, Yunnan (récolté en juin 2019, publié en 2020) |
|  |                                                                                              |
|  | RpYN06, 94.4 %, Rhinolophus pusillus, Mengla, Yunnan (récolté en mai 2020, publié en 2021)   |
|  |                                                                                              |

|  | RshSTT182, 92,6 %, Rhinolophus shameli, Stoeng Treng, Cambodge (récolté en 2010, publié en 2021) |
|  |                                                                                                  |
|  | RaTG13, 96,1 %, Rhinolophus affinis, Mojiang, Yunnan (récolté en 2013, publié en 2020)           |
|  |                                                                                                  |

|  | RmYN02, 93,3 %, Rhinolophus malayanus, Mengla, Yunnan (récolté en juin 2019, publié en 2020) |
|  |                                                                                              |
|  | RpYN06, 94.4 %, Rhinolophus pusillus, Mengla, Yunnan (récolté en mai 2020, publié en 2021)   |
|  |                                                                                              |

|  | RshSTT182, 92,6 %, Rhinolophus shameli, Stoeng Treng, Cambodge (récolté en 2010, publié en 2021) |
|  |                                                                                                  |
|  | RaTG13, 96,1 %, Rhinolophus affinis, Mojiang, Yunnan (récolté en 2013, publié en 2020)           |
|  |                                                                                                  |

|  | RmYN02, 93,3 %, Rhinolophus malayanus, Mengla, Yunnan (récolté en juin 2019, publié en 2020) |
|  |                                                                                              |
|  | RpYN06, 94.4 %, Rhinolophus pusillus, Mengla, Yunnan (récolté en mai 2020, publié en 2021)   |
|  |                                                                                              |

|  | RshSTT182, 92,6 %, Rhinolophus shameli, Stoeng Treng, Cambodge (récolté en 2010, publié en 2021) |
|  |                                                                                                  |
|  | RaTG13, 96,1 %, Rhinolophus affinis, Mojiang, Yunnan (récolté en 2013, publié en 2020)           |
|  |                                                                                                  |

|  | RmYN02, 93,3 %, Rhinolophus malayanus, Mengla, Yunnan (récolté en juin 2019, publié en 2020) |
|  |                                                                                              |
|  | RpYN06, 94.4 %, Rhinolophus pusillus, Mengla, Yunnan (récolté en mai 2020, publié en 2021)   |
|  |                                                                                              |

|  | RshSTT182, 92,6 %, Rhinolophus shameli, Stoeng Treng, Cambodge (récolté en 2010, publié en 2021) |
|  |                                                                                                  |
|  | RaTG13, 96,1 %, Rhinolophus affinis, Mojiang, Yunnan (récolté en 2013, publié en 2020)           |
|  |                                                                                                  |

|  | RmYN02, 93,3 %, Rhinolophus malayanus, Mengla, Yunnan (récolté en juin 2019, publié en 2020) |
|  |                                                                                              |
|  | RpYN06, 94.4 %, Rhinolophus pusillus, Mengla, Yunnan (récolté en mai 2020, publié en 2021)   |
|  |                                                                                              |

|  | RshSTT182, 92,6 %, Rhinolophus shameli, Stoeng Treng, Cambodge (récolté en 2010, publié en 2021) |
|  |                                                                                                  |
|  | RaTG13, 96,1 %, Rhinolophus affinis, Mojiang, Yunnan (récolté en 2013, publié en 2020)           |
|  |                                                                                                  |

|  | RmYN02, 93,3 %, Rhinolophus malayanus, Mengla, Yunnan (récolté en juin 2019, publié en 2020) |
|  |                                                                                              |
|  | RpYN06, 94.4 %, Rhinolophus pusillus, Mengla, Yunnan (récolté en mai 2020, publié en 2021)   |
|  |                                                                                              |

|  | RshSTT182, 92,6 %, Rhinolophus shameli, Stoeng Treng, Cambodge (récolté en 2010, publié en 2021) |
|  |                                                                                                  |
|  | RaTG13, 96,1 %, Rhinolophus affinis, Mojiang, Yunnan (récolté en 2013, publié en 2020)           |
|  |                                                                                                  |

|  | RmYN02, 93,3 %, Rhinolophus malayanus, Mengla, Yunnan (récolté en juin 2019, publié en 2020) |
|  |                                                                                              |
|  | RpYN06, 94.4 %, Rhinolophus pusillus, Mengla, Yunnan (récolté en mai 2020, publié en 2021)   |
|  |                                                                                              |

|  | RshSTT182, 92,6 %, Rhinolophus shameli, Stoeng Treng, Cambodge (récolté en 2010, publié en 2021) |
|  |                                                                                                  |
|  | RaTG13, 96,1 %, Rhinolophus affinis, Mojiang, Yunnan (récolté en 2013, publié en 2020)           |
|  |                                                                                                  |

|  | RmYN02, 93,3 %, Rhinolophus malayanus, Mengla, Yunnan (récolté en juin 2019, publié en 2020) |
|  |                                                                                              |
|  | RpYN06, 94.4 %, Rhinolophus pusillus, Mengla, Yunnan (récolté en mai 2020, publié en 2021)   |
|  |                                                                                              |

|  | RshSTT182, 92,6 %, Rhinolophus shameli, Stoeng Treng, Cambodge (récolté en 2010, publié en 2021) |
|  |                                                                                                  |
|  | RaTG13, 96,1 %, Rhinolophus affinis, Mojiang, Yunnan (récolté en 2013, publié en 2020)           |
|  |                                                                                                  |

|  | RmYN02, 93,3 %, Rhinolophus malayanus, Mengla, Yunnan (récolté en juin 2019, publié en 2020) |
|  |                                                                                              |
|  | RpYN06, 94.4 %, Rhinolophus pusillus, Mengla, Yunnan (récolté en mai 2020, publié en 2021)   |
|  |                                                                                              |

|  | RshSTT182, 92,6 %, Rhinolophus shameli, Stoeng Treng, Cambodge (récolté en 2010, publié en 2021) |
|  |                                                                                                  |
|  | RaTG13, 96,1 %, Rhinolophus affinis, Mojiang, Yunnan (récolté en 2013, publié en 2020)           |
|  |                                                                                                  |

|  | RmYN02, 93,3 %, Rhinolophus malayanus, Mengla, Yunnan (récolté en juin 2019, publié en 2020) |
|  |                                                                                              |
|  | RpYN06, 94.4 %, Rhinolophus pusillus, Mengla, Yunnan (récolté en mai 2020, publié en 2021)   |
|  |                                                                                              |

|  | RshSTT182, 92,6 %, Rhinolophus shameli, Stoeng Treng, Cambodge (récolté en 2010, publié en 2021) |
|  |                                                                                                  |
|  | RaTG13, 96,1 %, Rhinolophus affinis, Mojiang, Yunnan (récolté en 2013, publié en 2020)           |
|  |                                                                                                  |

|  | RmYN02, 93,3 %, Rhinolophus malayanus, Mengla, Yunnan (récolté en juin 2019, publié en 2020) |
|  |                                                                                              |
|  | RpYN06, 94.4 %, Rhinolophus pusillus, Mengla, Yunnan (récolté en mai 2020, publié en 2021)   |
|  |                                                                                              |

|  | RshSTT182, 92,6 %, Rhinolophus shameli, Stoeng Treng, Cambodge (récolté en 2010, publié en 2021) |
|  |                                                                                                  |
|  | RaTG13, 96,1 %, Rhinolophus affinis, Mojiang, Yunnan (récolté en 2013, publié en 2020)           |
|  |                                                                                                  |

|  | RmYN02, 93,3 %, Rhinolophus malayanus, Mengla, Yunnan (récolté en juin 2019, publié en 2020) |
|  |                                                                                              |
|  | RpYN06, 94.4 %, Rhinolophus pusillus, Mengla, Yunnan (récolté en mai 2020, publié en 2021)   |
|  |                                                                                              |

|  | RshSTT182, 92,6 %, Rhinolophus shameli, Stoeng Treng, Cambodge (récolté en 2010, publié en 2021) |
|  |                                                                                                  |
|  | RaTG13, 96,1 %, Rhinolophus affinis, Mojiang, Yunnan (récolté en 2013, publié en 2020)           |
|  |                                                                                                  |

|  | RmYN02, 93,3 %, Rhinolophus malayanus, Mengla, Yunnan (récolté en juin 2019, publié en 2020) |
|  |                                                                                              |
|  | RpYN06, 94.4 %, Rhinolophus pusillus, Mengla, Yunnan (récolté en mai 2020, publié en 2021)   |
|  |                                                                                              |

|  | RshSTT182, 92,6 %, Rhinolophus shameli, Stoeng Treng, Cambodge (récolté en 2010, publié en 2021) |
|  |                                                                                                  |
|  | RaTG13, 96,1 %, Rhinolophus affinis, Mojiang, Yunnan (récolté en 2013, publié en 2020)           |
|  |                                                                                                  |

|  | RmYN02, 93,3 %, Rhinolophus malayanus, Mengla, Yunnan (récolté en juin 2019, publié en 2020) |
|  |                                                                                              |
|  | RpYN06, 94.4 %, Rhinolophus pusillus, Mengla, Yunnan (récolté en mai 2020, publié en 2021)   |
|  |                                                                                              |

|  | RshSTT182, 92,6 %, Rhinolophus shameli, Stoeng Treng, Cambodge (récolté en 2010, publié en 2021) |
|  |                                                                                                  |
|  | RaTG13, 96,1 %, Rhinolophus affinis, Mojiang, Yunnan (récolté en 2013, publié en 2020)           |
|  |                                                                                                  |

|  | RmYN02, 93,3 %, Rhinolophus malayanus, Mengla, Yunnan (récolté en juin 2019, publié en 2020) |
|  |                                                                                              |
|  | RpYN06, 94.4 %, Rhinolophus pusillus, Mengla, Yunnan (récolté en mai 2020, publié en 2021)   |
|  |                                                                                              |

|  | RshSTT182, 92,6 %, Rhinolophus shameli, Stoeng Treng, Cambodge (récolté en 2010, publié en 2021) |
|  |                                                                                                  |
|  | RaTG13, 96,1 %, Rhinolophus affinis, Mojiang, Yunnan (récolté en 2013, publié en 2020)           |
|  |                                                                                                  |

|  | RmYN02, 93,3 %, Rhinolophus malayanus, Mengla, Yunnan (récolté en juin 2019, publié en 2020) |
|  |                                                                                              |
|  | RpYN06, 94.4 %, Rhinolophus pusillus, Mengla, Yunnan (récolté en mai 2020, publié en 2021)   |
|  |                                                                                              |

|  | RshSTT182, 92,6 %, Rhinolophus shameli, Stoeng Treng, Cambodge (récolté en 2010, publié en 2021) |
|  |                                                                                                  |
|  | RaTG13, 96,1 %, Rhinolophus affinis, Mojiang, Yunnan (récolté en 2013, publié en 2020)           |
|  |                                                                                                  |

|  | RmYN02, 93,3 %, Rhinolophus malayanus, Mengla, Yunnan (récolté en juin 2019, publié en 2020) |
|  |                                                                                              |
|  | RpYN06, 94.4 %, Rhinolophus pusillus, Mengla, Yunnan (récolté en mai 2020, publié en 2021)   |
|  |                                                                                              |

|  | RshSTT182, 92,6 %, Rhinolophus shameli, Stoeng Treng, Cambodge (récolté en 2010, publié en 2021) |
|  |                                                                                                  |
|  | RaTG13, 96,1 %, Rhinolophus affinis, Mojiang, Yunnan (récolté en 2013, publié en 2020)           |
|  |                                                                                                  |

|  | RmYN02, 93,3 %, Rhinolophus malayanus, Mengla, Yunnan (récolté en juin 2019, publié en 2020) |
|  |                                                                                              |
|  | RpYN06, 94.4 %, Rhinolophus pusillus, Mengla, Yunnan (récolté en mai 2020, publié en 2021)   |
|  |                                                                                              |

|  | RshSTT182, 92,6 %, Rhinolophus shameli, Stoeng Treng, Cambodge (récolté en 2010, publié en 2021) |
|  |                                                                                                  |
|  | RaTG13, 96,1 %, Rhinolophus affinis, Mojiang, Yunnan (récolté en 2013, publié en 2020)           |
|  |                                                                                                  |

|  | SL-ZXC21, 88 %, Rhinolophus pusillus, Zhoushan, Zhejiang (récolté en 2015, publié en 2018) |
|  |                                                                                            |
|  | SL-ZC45, 88 %, Rhinolophus pusillus, Zhoushan, Zhejiang (récolté en 2017, publié en 2018)  |
|  |                                                                                            |

|  | RmYN02, 93,3 %, Rhinolophus malayanus, Mengla, Yunnan (récolté en juin 2019, publié en 2020) |
|  |                                                                                              |
|  | RpYN06, 94.4 %, Rhinolophus pusillus, Mengla, Yunnan (récolté en mai 2020, publié en 2021)   |
|  |                                                                                              |

|  | RshSTT182, 92,6 %, Rhinolophus shameli, Stoeng Treng, Cambodge (récolté en 2010, publié en 2021) |
|  |                                                                                                  |
|  | RaTG13, 96,1 %, Rhinolophus affinis, Mojiang, Yunnan (récolté en 2013, publié en 2020)           |
|  |                                                                                                  |

|  | RmYN02, 93,3 %, Rhinolophus malayanus, Mengla, Yunnan (récolté en juin 2019, publié en 2020) |
|  |                                                                                              |
|  | RpYN06, 94.4 %, Rhinolophus pusillus, Mengla, Yunnan (récolté en mai 2020, publié en 2021)   |
|  |                                                                                              |

|  | RshSTT182, 92,6 %, Rhinolophus shameli, Stoeng Treng, Cambodge (récolté en 2010, publié en 2021) |
|  |                                                                                                  |
|  | RaTG13, 96,1 %, Rhinolophus affinis, Mojiang, Yunnan (récolté en 2013, publié en 2020)           |
|  |                                                                                                  |

|  | RmYN02, 93,3 %, Rhinolophus malayanus, Mengla, Yunnan (récolté en juin 2019, publié en 2020) |
|  |                                                                                              |
|  | RpYN06, 94.4 %, Rhinolophus pusillus, Mengla, Yunnan (récolté en mai 2020, publié en 2021)   |
|  |                                                                                              |

|  | RshSTT182, 92,6 %, Rhinolophus shameli, Stoeng Treng, Cambodge (récolté en 2010, publié en 2021) |
|  |                                                                                                  |
|  | RaTG13, 96,1 %, Rhinolophus affinis, Mojiang, Yunnan (récolté en 2013, publié en 2020)           |
|  |                                                                                                  |

|  | RmYN02, 93,3 %, Rhinolophus malayanus, Mengla, Yunnan (récolté en juin 2019, publié en 2020) |
|  |                                                                                              |
|  | RpYN06, 94.4 %, Rhinolophus pusillus, Mengla, Yunnan (récolté en mai 2020, publié en 2021)   |
|  |                                                                                              |

|  | RshSTT182, 92,6 %, Rhinolophus shameli, Stoeng Treng, Cambodge (récolté en 2010, publié en 2021) |
|  |                                                                                                  |
|  | RaTG13, 96,1 %, Rhinolophus affinis, Mojiang, Yunnan (récolté en 2013, publié en 2020)           |
|  |                                                                                                  |

|  | RmYN02, 93,3 %, Rhinolophus malayanus, Mengla, Yunnan (récolté en juin 2019, publié en 2020) |
|  |                                                                                              |
|  | RpYN06, 94.4 %, Rhinolophus pusillus, Mengla, Yunnan (récolté en mai 2020, publié en 2021)   |
|  |                                                                                              |

|  | RshSTT182, 92,6 %, Rhinolophus shameli, Stoeng Treng, Cambodge (récolté en 2010, publié en 2021) |
|  |                                                                                                  |
|  | RaTG13, 96,1 %, Rhinolophus affinis, Mojiang, Yunnan (récolté en 2013, publié en 2020)           |
|  |                                                                                                  |

|  | RmYN02, 93,3 %, Rhinolophus malayanus, Mengla, Yunnan (récolté en juin 2019, publié en 2020) |
|  |                                                                                              |
|  | RpYN06, 94.4 %, Rhinolophus pusillus, Mengla, Yunnan (récolté en mai 2020, publié en 2021)   |
|  |                                                                                              |

|  | RshSTT182, 92,6 %, Rhinolophus shameli, Stoeng Treng, Cambodge (récolté en 2010, publié en 2021) |
|  |                                                                                                  |
|  | RaTG13, 96,1 %, Rhinolophus affinis, Mojiang, Yunnan (récolté en 2013, publié en 2020)           |
|  |                                                                                                  |

|  | RmYN02, 93,3 %, Rhinolophus malayanus, Mengla, Yunnan (récolté en juin 2019, publié en 2020) |
|  |                                                                                              |
|  | RpYN06, 94.4 %, Rhinolophus pusillus, Mengla, Yunnan (récolté en mai 2020, publié en 2021)   |
|  |                                                                                              |

|  | RshSTT182, 92,6 %, Rhinolophus shameli, Stoeng Treng, Cambodge (récolté en 2010, publié en 2021) |
|  |                                                                                                  |
|  | RaTG13, 96,1 %, Rhinolophus affinis, Mojiang, Yunnan (récolté en 2013, publié en 2020)           |
|  |                                                                                                  |

|  | RmYN02, 93,3 %, Rhinolophus malayanus, Mengla, Yunnan (récolté en juin 2019, publié en 2020) |
|  |                                                                                              |
|  | RpYN06, 94.4 %, Rhinolophus pusillus, Mengla, Yunnan (récolté en mai 2020, publié en 2021)   |
|  |                                                                                              |

|  | RshSTT182, 92,6 %, Rhinolophus shameli, Stoeng Treng, Cambodge (récolté en 2010, publié en 2021) |
|  |                                                                                                  |
|  | RaTG13, 96,1 %, Rhinolophus affinis, Mojiang, Yunnan (récolté en 2013, publié en 2020)           |
|  |                                                                                                  |

|  | RmYN02, 93,3 %, Rhinolophus malayanus, Mengla, Yunnan (récolté en juin 2019, publié en 2020) |
|  |                                                                                              |
|  | RpYN06, 94.4 %, Rhinolophus pusillus, Mengla, Yunnan (récolté en mai 2020, publié en 2021)   |
|  |                                                                                              |

|  | RshSTT182, 92,6 %, Rhinolophus shameli, Stoeng Treng, Cambodge (récolté en 2010, publié en 2021) |
|  |                                                                                                  |
|  | RaTG13, 96,1 %, Rhinolophus affinis, Mojiang, Yunnan (récolté en 2013, publié en 2020)           |
|  |                                                                                                  |

|  | RmYN02, 93,3 %, Rhinolophus malayanus, Mengla, Yunnan (récolté en juin 2019, publié en 2020) |
|  |                                                                                              |
|  | RpYN06, 94.4 %, Rhinolophus pusillus, Mengla, Yunnan (récolté en mai 2020, publié en 2021)   |
|  |                                                                                              |

|  | RshSTT182, 92,6 %, Rhinolophus shameli, Stoeng Treng, Cambodge (récolté en 2010, publié en 2021) |
|  |                                                                                                  |
|  | RaTG13, 96,1 %, Rhinolophus affinis, Mojiang, Yunnan (récolté en 2013, publié en 2020)           |
|  |                                                                                                  |

|  | RmYN02, 93,3 %, Rhinolophus malayanus, Mengla, Yunnan (récolté en juin 2019, publié en 2020) |
|  |                                                                                              |
|  | RpYN06, 94.4 %, Rhinolophus pusillus, Mengla, Yunnan (récolté en mai 2020, publié en 2021)   |
|  |                                                                                              |

|  | RshSTT182, 92,6 %, Rhinolophus shameli, Stoeng Treng, Cambodge (récolté en 2010, publié en 2021) |
|  |                                                                                                  |
|  | RaTG13, 96,1 %, Rhinolophus affinis, Mojiang, Yunnan (récolté en 2013, publié en 2020)           |
|  |                                                                                                  |

|  | RmYN02, 93,3 %, Rhinolophus malayanus, Mengla, Yunnan (récolté en juin 2019, publié en 2020) |
|  |                                                                                              |
|  | RpYN06, 94.4 %, Rhinolophus pusillus, Mengla, Yunnan (récolté en mai 2020, publié en 2021)   |
|  |                                                                                              |

|  | RshSTT182, 92,6 %, Rhinolophus shameli, Stoeng Treng, Cambodge (récolté en 2010, publié en 2021) |
|  |                                                                                                  |
|  | RaTG13, 96,1 %, Rhinolophus affinis, Mojiang, Yunnan (récolté en 2013, publié en 2020)           |
|  |                                                                                                  |

|  | RmYN02, 93,3 %, Rhinolophus malayanus, Mengla, Yunnan (récolté en juin 2019, publié en 2020) |
|  |                                                                                              |
|  | RpYN06, 94.4 %, Rhinolophus pusillus, Mengla, Yunnan (récolté en mai 2020, publié en 2021)   |
|  |                                                                                              |

|  | RshSTT182, 92,6 %, Rhinolophus shameli, Stoeng Treng, Cambodge (récolté en 2010, publié en 2021) |
|  |                                                                                                  |
|  | RaTG13, 96,1 %, Rhinolophus affinis, Mojiang, Yunnan (récolté en 2013, publié en 2020)           |
|  |                                                                                                  |

|  | RmYN02, 93,3 %, Rhinolophus malayanus, Mengla, Yunnan (récolté en juin 2019, publié en 2020) |
|  |                                                                                              |
|  | RpYN06, 94.4 %, Rhinolophus pusillus, Mengla, Yunnan (récolté en mai 2020, publié en 2021)   |
|  |                                                                                              |

|  | RshSTT182, 92,6 %, Rhinolophus shameli, Stoeng Treng, Cambodge (récolté en 2010, publié en 2021) |
|  |                                                                                                  |
|  | RaTG13, 96,1 %, Rhinolophus affinis, Mojiang, Yunnan (récolté en 2013, publié en 2020)           |
|  |                                                                                                  |

|  | RmYN02, 93,3 %, Rhinolophus malayanus, Mengla, Yunnan (récolté en juin 2019, publié en 2020) |
|  |                                                                                              |
|  | RpYN06, 94.4 %, Rhinolophus pusillus, Mengla, Yunnan (récolté en mai 2020, publié en 2021)   |
|  |                                                                                              |

|  | RshSTT182, 92,6 %, Rhinolophus shameli, Stoeng Treng, Cambodge (récolté en 2010, publié en 2021) |
|  |                                                                                                  |
|  | RaTG13, 96,1 %, Rhinolophus affinis, Mojiang, Yunnan (récolté en 2013, publié en 2020)           |
|  |                                                                                                  |

|  | RmYN02, 93,3 %, Rhinolophus malayanus, Mengla, Yunnan (récolté en juin 2019, publié en 2020) |
|  |                                                                                              |
|  | RpYN06, 94.4 %, Rhinolophus pusillus, Mengla, Yunnan (récolté en mai 2020, publié en 2021)   |
|  |                                                                                              |

|  | RshSTT182, 92,6 %, Rhinolophus shameli, Stoeng Treng, Cambodge (récolté en 2010, publié en 2021) |
|  |                                                                                                  |
|  | RaTG13, 96,1 %, Rhinolophus affinis, Mojiang, Yunnan (récolté en 2013, publié en 2020)           |
|  |                                                                                                  |

|  | RmYN02, 93,3 %, Rhinolophus malayanus, Mengla, Yunnan (récolté en juin 2019, publié en 2020) |
|  |                                                                                              |
|  | RpYN06, 94.4 %, Rhinolophus pusillus, Mengla, Yunnan (récolté en mai 2020, publié en 2021)   |
|  |                                                                                              |

|  | RshSTT182, 92,6 %, Rhinolophus shameli, Stoeng Treng, Cambodge (récolté en 2010, publié en 2021) |
|  |                                                                                                  |
|  | RaTG13, 96,1 %, Rhinolophus affinis, Mojiang, Yunnan (récolté en 2013, publié en 2020)           |
|  |                                                                                                  |

|  | RmYN02, 93,3 %, Rhinolophus malayanus, Mengla, Yunnan (récolté en juin 2019, publié en 2020) |
|  |                                                                                              |
|  | RpYN06, 94.4 %, Rhinolophus pusillus, Mengla, Yunnan (récolté en mai 2020, publié en 2021)   |
|  |                                                                                              |

|  | RshSTT182, 92,6 %, Rhinolophus shameli, Stoeng Treng, Cambodge (récolté en 2010, publié en 2021) |
|  |                                                                                                  |
|  | RaTG13, 96,1 %, Rhinolophus affinis, Mojiang, Yunnan (récolté en 2013, publié en 2020)           |
|  |                                                                                                  |

|  | RmYN02, 93,3 %, Rhinolophus malayanus, Mengla, Yunnan (récolté en juin 2019, publié en 2020) |
|  |                                                                                              |
|  | RpYN06, 94.4 %, Rhinolophus pusillus, Mengla, Yunnan (récolté en mai 2020, publié en 2021)   |
|  |                                                                                              |

|  | RshSTT182, 92,6 %, Rhinolophus shameli, Stoeng Treng, Cambodge (récolté en 2010, publié en 2021) |
|  |                                                                                                  |
|  | RaTG13, 96,1 %, Rhinolophus affinis, Mojiang, Yunnan (récolté en 2013, publié en 2020)           |
|  |                                                                                                  |

|  | RmYN02, 93,3 %, Rhinolophus malayanus, Mengla, Yunnan (récolté en juin 2019, publié en 2020) |
|  |                                                                                              |
|  | RpYN06, 94.4 %, Rhinolophus pusillus, Mengla, Yunnan (récolté en mai 2020, publié en 2021)   |
|  |                                                                                              |

|  | RshSTT182, 92,6 %, Rhinolophus shameli, Stoeng Treng, Cambodge (récolté en 2010, publié en 2021) |
|  |                                                                                                  |
|  | RaTG13, 96,1 %, Rhinolophus affinis, Mojiang, Yunnan (récolté en 2013, publié en 2020)           |
|  |                                                                                                  |

|  | RmYN02, 93,3 %, Rhinolophus malayanus, Mengla, Yunnan (récolté en juin 2019, publié en 2020) |
|  |                                                                                              |
|  | RpYN06, 94.4 %, Rhinolophus pusillus, Mengla, Yunnan (récolté en mai 2020, publié en 2021)   |
|  |                                                                                              |

|  | RshSTT182, 92,6 %, Rhinolophus shameli, Stoeng Treng, Cambodge (récolté en 2010, publié en 2021) |
|  |                                                                                                  |
|  | RaTG13, 96,1 %, Rhinolophus affinis, Mojiang, Yunnan (récolté en 2013, publié en 2020)           |
|  |                                                                                                  |

|  | RmYN02, 93,3 %, Rhinolophus malayanus, Mengla, Yunnan (récolté en juin 2019, publié en 2020) |
|  |                                                                                              |
|  | RpYN06, 94.4 %, Rhinolophus pusillus, Mengla, Yunnan (récolté en mai 2020, publié en 2021)   |
|  |                                                                                              |

|  | RshSTT182, 92,6 %, Rhinolophus shameli, Stoeng Treng, Cambodge (récolté en 2010, publié en 2021) |
|  |                                                                                                  |
|  | RaTG13, 96,1 %, Rhinolophus affinis, Mojiang, Yunnan (récolté en 2013, publié en 2020)           |
|  |                                                                                                  |

|  | RmYN02, 93,3 %, Rhinolophus malayanus, Mengla, Yunnan (récolté en juin 2019, publié en 2020) |
|  |                                                                                              |
|  | RpYN06, 94.4 %, Rhinolophus pusillus, Mengla, Yunnan (récolté en mai 2020, publié en 2021)   |
|  |                                                                                              |

|  | RshSTT182, 92,6 %, Rhinolophus shameli, Stoeng Treng, Cambodge (récolté en 2010, publié en 2021) |
|  |                                                                                                  |
|  | RaTG13, 96,1 %, Rhinolophus affinis, Mojiang, Yunnan (récolté en 2013, publié en 2020)           |
|  |                                                                                                  |

|  | RmYN02, 93,3 %, Rhinolophus malayanus, Mengla, Yunnan (récolté en juin 2019, publié en 2020) |
|  |                                                                                              |
|  | RpYN06, 94.4 %, Rhinolophus pusillus, Mengla, Yunnan (récolté en mai 2020, publié en 2021)   |
|  |                                                                                              |

|  | RshSTT182, 92,6 %, Rhinolophus shameli, Stoeng Treng, Cambodge (récolté en 2010, publié en 2021) |
|  |                                                                                                  |
|  | RaTG13, 96,1 %, Rhinolophus affinis, Mojiang, Yunnan (récolté en 2013, publié en 2020)           |
|  |                                                                                                  |

|  | RmYN02, 93,3 %, Rhinolophus malayanus, Mengla, Yunnan (récolté en juin 2019, publié en 2020) |
|  |                                                                                              |
|  | RpYN06, 94.4 %, Rhinolophus pusillus, Mengla, Yunnan (récolté en mai 2020, publié en 2021)   |
|  |                                                                                              |

|  | RshSTT182, 92,6 %, Rhinolophus shameli, Stoeng Treng, Cambodge (récolté en 2010, publié en 2021) |
|  |                                                                                                  |
|  | RaTG13, 96,1 %, Rhinolophus affinis, Mojiang, Yunnan (récolté en 2013, publié en 2020)           |
|  |                                                                                                  |

|  | RmYN02, 93,3 %, Rhinolophus malayanus, Mengla, Yunnan (récolté en juin 2019, publié en 2020) |
|  |                                                                                              |
|  | RpYN06, 94.4 %, Rhinolophus pusillus, Mengla, Yunnan (récolté en mai 2020, publié en 2021)   |
|  |                                                                                              |

|  | RshSTT182, 92,6 %, Rhinolophus shameli, Stoeng Treng, Cambodge (récolté en 2010, publié en 2021) |
|  |                                                                                                  |
|  | RaTG13, 96,1 %, Rhinolophus affinis, Mojiang, Yunnan (récolté en 2013, publié en 2020)           |
|  |                                                                                                  |

|  | RmYN02, 93,3 %, Rhinolophus malayanus, Mengla, Yunnan (récolté en juin 2019, publié en 2020) |
|  |                                                                                              |
|  | RpYN06, 94.4 %, Rhinolophus pusillus, Mengla, Yunnan (récolté en mai 2020, publié en 2021)   |
|  |                                                                                              |

|  | RshSTT182, 92,6 %, Rhinolophus shameli, Stoeng Treng, Cambodge (récolté en 2010, publié en 2021) |
|  |                                                                                                  |
|  | RaTG13, 96,1 %, Rhinolophus affinis, Mojiang, Yunnan (récolté en 2013, publié en 2020)           |
|  |                                                                                                  |

|  | RmYN02, 93,3 %, Rhinolophus malayanus, Mengla, Yunnan (récolté en juin 2019, publié en 2020) |
|  |                                                                                              |
|  | RpYN06, 94.4 %, Rhinolophus pusillus, Mengla, Yunnan (récolté en mai 2020, publié en 2021)   |
|  |                                                                                              |

|  | RshSTT182, 92,6 %, Rhinolophus shameli, Stoeng Treng, Cambodge (récolté en 2010, publié en 2021) |
|  |                                                                                                  |
|  | RaTG13, 96,1 %, Rhinolophus affinis, Mojiang, Yunnan (récolté en 2013, publié en 2020)           |
|  |                                                                                                  |

|  | RmYN02, 93,3 %, Rhinolophus malayanus, Mengla, Yunnan (récolté en juin 2019, publié en 2020) |
|  |                                                                                              |
|  | RpYN06, 94.4 %, Rhinolophus pusillus, Mengla, Yunnan (récolté en mai 2020, publié en 2021)   |
|  |                                                                                              |

|  | RshSTT182, 92,6 %, Rhinolophus shameli, Stoeng Treng, Cambodge (récolté en 2010, publié en 2021) |
|  |                                                                                                  |
|  | RaTG13, 96,1 %, Rhinolophus affinis, Mojiang, Yunnan (récolté en 2013, publié en 2020)           |
|  |                                                                                                  |

|  | RmYN02, 93,3 %, Rhinolophus malayanus, Mengla, Yunnan (récolté en juin 2019, publié en 2020) |
|  |                                                                                              |
|  | RpYN06, 94.4 %, Rhinolophus pusillus, Mengla, Yunnan (récolté en mai 2020, publié en 2021)   |
|  |                                                                                              |

|  | RshSTT182, 92,6 %, Rhinolophus shameli, Stoeng Treng, Cambodge (récolté en 2010, publié en 2021) |
|  |                                                                                                  |
|  | RaTG13, 96,1 %, Rhinolophus affinis, Mojiang, Yunnan (récolté en 2013, publié en 2020)           |
|  |                                                                                                  |

|  | RmYN02, 93,3 %, Rhinolophus malayanus, Mengla, Yunnan (récolté en juin 2019, publié en 2020) |
|  |                                                                                              |
|  | RpYN06, 94.4 %, Rhinolophus pusillus, Mengla, Yunnan (récolté en mai 2020, publié en 2021)   |
|  |                                                                                              |

|  | RshSTT182, 92,6 %, Rhinolophus shameli, Stoeng Treng, Cambodge (récolté en 2010, publié en 2021) |
|  |                                                                                                  |
|  | RaTG13, 96,1 %, Rhinolophus affinis, Mojiang, Yunnan (récolté en 2013, publié en 2020)           |
|  |                                                                                                  |

|  | RmYN02, 93,3 %, Rhinolophus malayanus, Mengla, Yunnan (récolté en juin 2019, publié en 2020) |
|  |                                                                                              |
|  | RpYN06, 94.4 %, Rhinolophus pusillus, Mengla, Yunnan (récolté en mai 2020, publié en 2021)   |
|  |                                                                                              |

|  | RshSTT182, 92,6 %, Rhinolophus shameli, Stoeng Treng, Cambodge (récolté en 2010, publié en 2021) |
|  |                                                                                                  |
|  | RaTG13, 96,1 %, Rhinolophus affinis, Mojiang, Yunnan (récolté en 2013, publié en 2020)           |
|  |                                                                                                  |

|  | RmYN02, 93,3 %, Rhinolophus malayanus, Mengla, Yunnan (récolté en juin 2019, publié en 2020) |
|  |                                                                                              |
|  | RpYN06, 94.4 %, Rhinolophus pusillus, Mengla, Yunnan (récolté en mai 2020, publié en 2021)   |
|  |                                                                                              |

|  | RshSTT182, 92,6 %, Rhinolophus shameli, Stoeng Treng, Cambodge (récolté en 2010, publié en 2021) |
|  |                                                                                                  |
|  | RaTG13, 96,1 %, Rhinolophus affinis, Mojiang, Yunnan (récolté en 2013, publié en 2020)           |
|  |                                                                                                  |

|  | RmYN02, 93,3 %, Rhinolophus malayanus, Mengla, Yunnan (récolté en juin 2019, publié en 2020) |
|  |                                                                                              |
|  | RpYN06, 94.4 %, Rhinolophus pusillus, Mengla, Yunnan (récolté en mai 2020, publié en 2021)   |
|  |                                                                                              |

|  | RshSTT182, 92,6 %, Rhinolophus shameli, Stoeng Treng, Cambodge (récolté en 2010, publié en 2021) |
|  |                                                                                                  |
|  | RaTG13, 96,1 %, Rhinolophus affinis, Mojiang, Yunnan (récolté en 2013, publié en 2020)           |
|  |                                                                                                  |

|  | RmYN02, 93,3 %, Rhinolophus malayanus, Mengla, Yunnan (récolté en juin 2019, publié en 2020) |
|  |                                                                                              |
|  | RpYN06, 94.4 %, Rhinolophus pusillus, Mengla, Yunnan (récolté en mai 2020, publié en 2021)   |
|  |                                                                                              |

|  | RshSTT182, 92,6 %, Rhinolophus shameli, Stoeng Treng, Cambodge (récolté en 2010, publié en 2021) |
|  |                                                                                                  |
|  | RaTG13, 96,1 %, Rhinolophus affinis, Mojiang, Yunnan (récolté en 2013, publié en 2020)           |
|  |                                                                                                  |

|  | RmYN02, 93,3 %, Rhinolophus malayanus, Mengla, Yunnan (récolté en juin 2019, publié en 2020) |
|  |                                                                                              |
|  | RpYN06, 94.4 %, Rhinolophus pusillus, Mengla, Yunnan (récolté en mai 2020, publié en 2021)   |
|  |                                                                                              |

|  | RshSTT182, 92,6 %, Rhinolophus shameli, Stoeng Treng, Cambodge (récolté en 2010, publié en 2021) |
|  |                                                                                                  |
|  | RaTG13, 96,1 %, Rhinolophus affinis, Mojiang, Yunnan (récolté en 2013, publié en 2020)           |
|  |                                                                                                  |

|  | RmYN02, 93,3 %, Rhinolophus malayanus, Mengla, Yunnan (récolté en juin 2019, publié en 2020) |
|  |                                                                                              |
|  | RpYN06, 94.4 %, Rhinolophus pusillus, Mengla, Yunnan (récolté en mai 2020, publié en 2021)   |
|  |                                                                                              |

|  | RshSTT182, 92,6 %, Rhinolophus shameli, Stoeng Treng, Cambodge (récolté en 2010, publié en 2021) |
|  |                                                                                                  |
|  | RaTG13, 96,1 %, Rhinolophus affinis, Mojiang, Yunnan (récolté en 2013, publié en 2020)           |
|  |                                                                                                  |

|  | RmYN02, 93,3 %, Rhinolophus malayanus, Mengla, Yunnan (récolté en juin 2019, publié en 2020) |
|  |                                                                                              |
|  | RpYN06, 94.4 %, Rhinolophus pusillus, Mengla, Yunnan (récolté en mai 2020, publié en 2021)   |
|  |                                                                                              |

|  | RshSTT182, 92,6 %, Rhinolophus shameli, Stoeng Treng, Cambodge (récolté en 2010, publié en 2021) |
|  |                                                                                                  |
|  | RaTG13, 96,1 %, Rhinolophus affinis, Mojiang, Yunnan (récolté en 2013, publié en 2020)           |
|  |                                                                                                  |

|  | RmYN02, 93,3 %, Rhinolophus malayanus, Mengla, Yunnan (récolté en juin 2019, publié en 2020) |
|  |                                                                                              |
|  | RpYN06, 94.4 %, Rhinolophus pusillus, Mengla, Yunnan (récolté en mai 2020, publié en 2021)   |
|  |                                                                                              |

|  | RshSTT182, 92,6 %, Rhinolophus shameli, Stoeng Treng, Cambodge (récolté en 2010, publié en 2021) |
|  |                                                                                                  |
|  | RaTG13, 96,1 %, Rhinolophus affinis, Mojiang, Yunnan (récolté en 2013, publié en 2020)           |
|  |                                                                                                  |

|  | RmYN02, 93,3 %, Rhinolophus malayanus, Mengla, Yunnan (récolté en juin 2019, publié en 2020) |
|  |                                                                                              |
|  | RpYN06, 94.4 %, Rhinolophus pusillus, Mengla, Yunnan (récolté en mai 2020, publié en 2021)   |
|  |                                                                                              |

|  | RshSTT182, 92,6 %, Rhinolophus shameli, Stoeng Treng, Cambodge (récolté en 2010, publié en 2021) |
|  |                                                                                                  |
|  | RaTG13, 96,1 %, Rhinolophus affinis, Mojiang, Yunnan (récolté en 2013, publié en 2020)           |
|  |                                                                                                  |

|  | RmYN02, 93,3 %, Rhinolophus malayanus, Mengla, Yunnan (récolté en juin 2019, publié en 2020) |
|  |                                                                                              |
|  | RpYN06, 94.4 %, Rhinolophus pusillus, Mengla, Yunnan (récolté en mai 2020, publié en 2021)   |
|  |                                                                                              |

|  | RshSTT182, 92,6 %, Rhinolophus shameli, Stoeng Treng, Cambodge (récolté en 2010, publié en 2021) |
|  |                                                                                                  |
|  | RaTG13, 96,1 %, Rhinolophus affinis, Mojiang, Yunnan (récolté en 2013, publié en 2020)           |
|  |                                                                                                  |

|  | RmYN02, 93,3 %, Rhinolophus malayanus, Mengla, Yunnan (récolté en juin 2019, publié en 2020) |
|  |                                                                                              |
|  | RpYN06, 94.4 %, Rhinolophus pusillus, Mengla, Yunnan (récolté en mai 2020, publié en 2021)   |
|  |                                                                                              |

|  | RshSTT182, 92,6 %, Rhinolophus shameli, Stoeng Treng, Cambodge (récolté en 2010, publié en 2021) |
|  |                                                                                                  |
|  | RaTG13, 96,1 %, Rhinolophus affinis, Mojiang, Yunnan (récolté en 2013, publié en 2020)           |
|  |                                                                                                  |

|  | RmYN02, 93,3 %, Rhinolophus malayanus, Mengla, Yunnan (récolté en juin 2019, publié en 2020) |
|  |                                                                                              |
|  | RpYN06, 94.4 %, Rhinolophus pusillus, Mengla, Yunnan (récolté en mai 2020, publié en 2021)   |
|  |                                                                                              |

|  | RshSTT182, 92,6 %, Rhinolophus shameli, Stoeng Treng, Cambodge (récolté en 2010, publié en 2021) |
|  |                                                                                                  |
|  | RaTG13, 96,1 %, Rhinolophus affinis, Mojiang, Yunnan (récolté en 2013, publié en 2020)           |
|  |                                                                                                  |

|  | RmYN02, 93,3 %, Rhinolophus malayanus, Mengla, Yunnan (récolté en juin 2019, publié en 2020) |
|  |                                                                                              |
|  | RpYN06, 94.4 %, Rhinolophus pusillus, Mengla, Yunnan (récolté en mai 2020, publié en 2021)   |
|  |                                                                                              |

|  | RshSTT182, 92,6 %, Rhinolophus shameli, Stoeng Treng, Cambodge (récolté en 2010, publié en 2021) |
|  |                                                                                                  |
|  | RaTG13, 96,1 %, Rhinolophus affinis, Mojiang, Yunnan (récolté en 2013, publié en 2020)           |
|  |                                                                                                  |

|  | RmYN02, 93,3 %, Rhinolophus malayanus, Mengla, Yunnan (récolté en juin 2019, publié en 2020) |
|  |                                                                                              |
|  | RpYN06, 94.4 %, Rhinolophus pusillus, Mengla, Yunnan (récolté en mai 2020, publié en 2021)   |
|  |                                                                                              |

|  | RshSTT182, 92,6 %, Rhinolophus shameli, Stoeng Treng, Cambodge (récolté en 2010, publié en 2021) |
|  |                                                                                                  |
|  | RaTG13, 96,1 %, Rhinolophus affinis, Mojiang, Yunnan (récolté en 2013, publié en 2020)           |
|  |                                                                                                  |

|  | RmYN02, 93,3 %, Rhinolophus malayanus, Mengla, Yunnan (récolté en juin 2019, publié en 2020) |
|  |                                                                                              |
|  | RpYN06, 94.4 %, Rhinolophus pusillus, Mengla, Yunnan (récolté en mai 2020, publié en 2021)   |
|  |                                                                                              |

|  | RshSTT182, 92,6 %, Rhinolophus shameli, Stoeng Treng, Cambodge (récolté en 2010, publié en 2021) |
|  |                                                                                                  |
|  | RaTG13, 96,1 %, Rhinolophus affinis, Mojiang, Yunnan (récolté en 2013, publié en 2020)           |
|  |                                                                                                  |

|  | RmYN02, 93,3 %, Rhinolophus malayanus, Mengla, Yunnan (récolté en juin 2019, publié en 2020) |
|  |                                                                                              |
|  | RpYN06, 94.4 %, Rhinolophus pusillus, Mengla, Yunnan (récolté en mai 2020, publié en 2021)   |
|  |                                                                                              |

|  | RshSTT182, 92,6 %, Rhinolophus shameli, Stoeng Treng, Cambodge (récolté en 2010, publié en 2021) |
|  |                                                                                                  |
|  | RaTG13, 96,1 %, Rhinolophus affinis, Mojiang, Yunnan (récolté en 2013, publié en 2020)           |
|  |                                                                                                  |

|  | RmYN02, 93,3 %, Rhinolophus malayanus, Mengla, Yunnan (récolté en juin 2019, publié en 2020) |
|  |                                                                                              |
|  | RpYN06, 94.4 %, Rhinolophus pusillus, Mengla, Yunnan (récolté en mai 2020, publié en 2021)   |
|  |                                                                                              |

|  | RshSTT182, 92,6 %, Rhinolophus shameli, Stoeng Treng, Cambodge (récolté en 2010, publié en 2021) |
|  |                                                                                                  |
|  | RaTG13, 96,1 %, Rhinolophus affinis, Mojiang, Yunnan (récolté en 2013, publié en 2020)           |
|  |                                                                                                  |

|  | RmYN02, 93,3 %, Rhinolophus malayanus, Mengla, Yunnan (récolté en juin 2019, publié en 2020) |
|  |                                                                                              |
|  | RpYN06, 94.4 %, Rhinolophus pusillus, Mengla, Yunnan (récolté en mai 2020, publié en 2021)   |
|  |                                                                                              |

|  | RshSTT182, 92,6 %, Rhinolophus shameli, Stoeng Treng, Cambodge (récolté en 2010, publié en 2021) |
|  |                                                                                                  |
|  | RaTG13, 96,1 %, Rhinolophus affinis, Mojiang, Yunnan (récolté en 2013, publié en 2020)           |
|  |                                                                                                  |

|  | RmYN02, 93,3 %, Rhinolophus malayanus, Mengla, Yunnan (récolté en juin 2019, publié en 2020) |
|  |                                                                                              |
|  | RpYN06, 94.4 %, Rhinolophus pusillus, Mengla, Yunnan (récolté en mai 2020, publié en 2021)   |
|  |                                                                                              |

|  | RshSTT182, 92,6 %, Rhinolophus shameli, Stoeng Treng, Cambodge (récolté en 2010, publié en 2021) |
|  |                                                                                                  |
|  | RaTG13, 96,1 %, Rhinolophus affinis, Mojiang, Yunnan (récolté en 2013, publié en 2020)           |
|  |                                                                                                  |

|  | RmYN02, 93,3 %, Rhinolophus malayanus, Mengla, Yunnan (récolté en juin 2019, publié en 2020) |
|  |                                                                                              |
|  | RpYN06, 94.4 %, Rhinolophus pusillus, Mengla, Yunnan (récolté en mai 2020, publié en 2021)   |
|  |                                                                                              |

|  | RshSTT182, 92,6 %, Rhinolophus shameli, Stoeng Treng, Cambodge (récolté en 2010, publié en 2021) |
|  |                                                                                                  |
|  | RaTG13, 96,1 %, Rhinolophus affinis, Mojiang, Yunnan (récolté en 2013, publié en 2020)           |
|  |                                                                                                  |

|  | RmYN02, 93,3 %, Rhinolophus malayanus, Mengla, Yunnan (récolté en juin 2019, publié en 2020) |
|  |                                                                                              |
|  | RpYN06, 94.4 %, Rhinolophus pusillus, Mengla, Yunnan (récolté en mai 2020, publié en 2021)   |
|  |                                                                                              |

|  | RshSTT182, 92,6 %, Rhinolophus shameli, Stoeng Treng, Cambodge (récolté en 2010, publié en 2021) |
|  |                                                                                                  |
|  | RaTG13, 96,1 %, Rhinolophus affinis, Mojiang, Yunnan (récolté en 2013, publié en 2020)           |
|  |                                                                                                  |

|  | RmYN02, 93,3 %, Rhinolophus malayanus, Mengla, Yunnan (récolté en juin 2019, publié en 2020) |
|  |                                                                                              |
|  | RpYN06, 94.4 %, Rhinolophus pusillus, Mengla, Yunnan (récolté en mai 2020, publié en 2021)   |
|  |                                                                                              |

|  | RshSTT182, 92,6 %, Rhinolophus shameli, Stoeng Treng, Cambodge (récolté en 2010, publié en 2021) |
|  |                                                                                                  |
|  | RaTG13, 96,1 %, Rhinolophus affinis, Mojiang, Yunnan (récolté en 2013, publié en 2020)           |
|  |                                                                                                  |

|  | RmYN02, 93,3 %, Rhinolophus malayanus, Mengla, Yunnan (récolté en juin 2019, publié en 2020) |
|  |                                                                                              |
|  | RpYN06, 94.4 %, Rhinolophus pusillus, Mengla, Yunnan (récolté en mai 2020, publié en 2021)   |
|  |                                                                                              |

|  | RshSTT182, 92,6 %, Rhinolophus shameli, Stoeng Treng, Cambodge (récolté en 2010, publié en 2021) |
|  |                                                                                                  |
|  | RaTG13, 96,1 %, Rhinolophus affinis, Mojiang, Yunnan (récolté en 2013, publié en 2020)           |
|  |                                                                                                  |

|  | RmYN02, 93,3 %, Rhinolophus malayanus, Mengla, Yunnan (récolté en juin 2019, publié en 2020) |
|  |                                                                                              |
|  | RpYN06, 94.4 %, Rhinolophus pusillus, Mengla, Yunnan (récolté en mai 2020, publié en 2021)   |
|  |                                                                                              |

|  | RshSTT182, 92,6 %, Rhinolophus shameli, Stoeng Treng, Cambodge (récolté en 2010, publié en 2021) |
|  |                                                                                                  |
|  | RaTG13, 96,1 %, Rhinolophus affinis, Mojiang, Yunnan (récolté en 2013, publié en 2020)           |
|  |                                                                                                  |

|  | RmYN02, 93,3 %, Rhinolophus malayanus, Mengla, Yunnan (récolté en juin 2019, publié en 2020) |
|  |                                                                                              |
|  | RpYN06, 94.4 %, Rhinolophus pusillus, Mengla, Yunnan (récolté en mai 2020, publié en 2021)   |
|  |                                                                                              |

|  | RshSTT182, 92,6 %, Rhinolophus shameli, Stoeng Treng, Cambodge (récolté en 2010, publié en 2021) |
|  |                                                                                                  |
|  | RaTG13, 96,1 %, Rhinolophus affinis, Mojiang, Yunnan (récolté en 2013, publié en 2020)           |
|  |                                                                                                  |

|  | RmYN02, 93,3 %, Rhinolophus malayanus, Mengla, Yunnan (récolté en juin 2019, publié en 2020) |
|  |                                                                                              |
|  | RpYN06, 94.4 %, Rhinolophus pusillus, Mengla, Yunnan (récolté en mai 2020, publié en 2021)   |
|  |                                                                                              |

|  | RshSTT182, 92,6 %, Rhinolophus shameli, Stoeng Treng, Cambodge (récolté en 2010, publié en 2021) |
|  |                                                                                                  |
|  | RaTG13, 96,1 %, Rhinolophus affinis, Mojiang, Yunnan (récolté en 2013, publié en 2020)           |
|  |                                                                                                  |

|  | RmYN02, 93,3 %, Rhinolophus malayanus, Mengla, Yunnan (récolté en juin 2019, publié en 2020) |
|  |                                                                                              |
|  | RpYN06, 94.4 %, Rhinolophus pusillus, Mengla, Yunnan (récolté en mai 2020, publié en 2021)   |
|  |                                                                                              |

|  | RshSTT182, 92,6 %, Rhinolophus shameli, Stoeng Treng, Cambodge (récolté en 2010, publié en 2021) |
|  |                                                                                                  |
|  | RaTG13, 96,1 %, Rhinolophus affinis, Mojiang, Yunnan (récolté en 2013, publié en 2020)           |
|  |                                                                                                  |

|  | RmYN02, 93,3 %, Rhinolophus malayanus, Mengla, Yunnan (récolté en juin 2019, publié en 2020) |
|  |                                                                                              |
|  | RpYN06, 94.4 %, Rhinolophus pusillus, Mengla, Yunnan (récolté en mai 2020, publié en 2021)   |
|  |                                                                                              |

|  | RshSTT182, 92,6 %, Rhinolophus shameli, Stoeng Treng, Cambodge (récolté en 2010, publié en 2021) |
|  |                                                                                                  |
|  | RaTG13, 96,1 %, Rhinolophus affinis, Mojiang, Yunnan (récolté en 2013, publié en 2020)           |
|  |                                                                                                  |

|  | RmYN02, 93,3 %, Rhinolophus malayanus, Mengla, Yunnan (récolté en juin 2019, publié en 2020) |
|  |                                                                                              |
|  | RpYN06, 94.4 %, Rhinolophus pusillus, Mengla, Yunnan (récolté en mai 2020, publié en 2021)   |
|  |                                                                                              |

|  | RshSTT182, 92,6 %, Rhinolophus shameli, Stoeng Treng, Cambodge (récolté en 2010, publié en 2021) |
|  |                                                                                                  |
|  | RaTG13, 96,1 %, Rhinolophus affinis, Mojiang, Yunnan (récolté en 2013, publié en 2020)           |
|  |                                                                                                  |

|  | RmYN02, 93,3 %, Rhinolophus malayanus, Mengla, Yunnan (récolté en juin 2019, publié en 2020) |
|  |                                                                                              |
|  | RpYN06, 94.4 %, Rhinolophus pusillus, Mengla, Yunnan (récolté en mai 2020, publié en 2021)   |
|  |                                                                                              |

|  | RshSTT182, 92,6 %, Rhinolophus shameli, Stoeng Treng, Cambodge (récolté en 2010, publié en 2021) |
|  |                                                                                                  |
|  | RaTG13, 96,1 %, Rhinolophus affinis, Mojiang, Yunnan (récolté en 2013, publié en 2020)           |
|  |                                                                                                  |

|  | RmYN02, 93,3 %, Rhinolophus malayanus, Mengla, Yunnan (récolté en juin 2019, publié en 2020) |
|  |                                                                                              |
|  | RpYN06, 94.4 %, Rhinolophus pusillus, Mengla, Yunnan (récolté en mai 2020, publié en 2021)   |
|  |                                                                                              |

|  | RshSTT182, 92,6 %, Rhinolophus shameli, Stoeng Treng, Cambodge (récolté en 2010, publié en 2021) |
|  |                                                                                                  |
|  | RaTG13, 96,1 %, Rhinolophus affinis, Mojiang, Yunnan (récolté en 2013, publié en 2020)           |
|  |                                                                                                  |

|  | RmYN02, 93,3 %, Rhinolophus malayanus, Mengla, Yunnan (récolté en juin 2019, publié en 2020) |
|  |                                                                                              |
|  | RpYN06, 94.4 %, Rhinolophus pusillus, Mengla, Yunnan (récolté en mai 2020, publié en 2021)   |
|  |                                                                                              |

|  | RshSTT182, 92,6 %, Rhinolophus shameli, Stoeng Treng, Cambodge (récolté en 2010, publié en 2021) |
|  |                                                                                                  |
|  | RaTG13, 96,1 %, Rhinolophus affinis, Mojiang, Yunnan (récolté en 2013, publié en 2020)           |
|  |                                                                                                  |

|  | RmYN02, 93,3 %, Rhinolophus malayanus, Mengla, Yunnan (récolté en juin 2019, publié en 2020) |
|  |                                                                                              |
|  | RpYN06, 94.4 %, Rhinolophus pusillus, Mengla, Yunnan (récolté en mai 2020, publié en 2021)   |
|  |                                                                                              |

|  | RshSTT182, 92,6 %, Rhinolophus shameli, Stoeng Treng, Cambodge (récolté en 2010, publié en 2021) |
|  |                                                                                                  |
|  | RaTG13, 96,1 %, Rhinolophus affinis, Mojiang, Yunnan (récolté en 2013, publié en 2020)           |
|  |                                                                                                  |

|  | SL-ZXC21, 88 %, Rhinolophus pusillus, Zhoushan, Zhejiang (récolté en 2015, publié en 2018) |
|  |                                                                                            |
|  | SL-ZC45, 88 %, Rhinolophus pusillus, Zhoushan, Zhejiang (récolté en 2017, publié en 2018)  |
|  |                                                                                            |

|  | RmYN02, 93,3 %, Rhinolophus malayanus, Mengla, Yunnan (récolté en juin 2019, publié en 2020) |
|  |                                                                                              |
|  | RpYN06, 94.4 %, Rhinolophus pusillus, Mengla, Yunnan (récolté en mai 2020, publié en 2021)   |
|  |                                                                                              |

|  | RshSTT182, 92,6 %, Rhinolophus shameli, Stoeng Treng, Cambodge (récolté en 2010, publié en 2021) |
|  |                                                                                                  |
|  | RaTG13, 96,1 %, Rhinolophus affinis, Mojiang, Yunnan (récolté en 2013, publié en 2020)           |
|  |                                                                                                  |

|  | RmYN02, 93,3 %, Rhinolophus malayanus, Mengla, Yunnan (récolté en juin 2019, publié en 2020) |
|  |                                                                                              |
|  | RpYN06, 94.4 %, Rhinolophus pusillus, Mengla, Yunnan (récolté en mai 2020, publié en 2021)   |
|  |                                                                                              |

|  | RshSTT182, 92,6 %, Rhinolophus shameli, Stoeng Treng, Cambodge (récolté en 2010, publié en 2021) |
|  |                                                                                                  |
|  | RaTG13, 96,1 %, Rhinolophus affinis, Mojiang, Yunnan (récolté en 2013, publié en 2020)           |
|  |                                                                                                  |

|  | RmYN02, 93,3 %, Rhinolophus malayanus, Mengla, Yunnan (récolté en juin 2019, publié en 2020) |
|  |                                                                                              |
|  | RpYN06, 94.4 %, Rhinolophus pusillus, Mengla, Yunnan (récolté en mai 2020, publié en 2021)   |
|  |                                                                                              |

|  | RshSTT182, 92,6 %, Rhinolophus shameli, Stoeng Treng, Cambodge (récolté en 2010, publié en 2021) |
|  |                                                                                                  |
|  | RaTG13, 96,1 %, Rhinolophus affinis, Mojiang, Yunnan (récolté en 2013, publié en 2020)           |
|  |                                                                                                  |

|  | RmYN02, 93,3 %, Rhinolophus malayanus, Mengla, Yunnan (récolté en juin 2019, publié en 2020) |
|  |                                                                                              |
|  | RpYN06, 94.4 %, Rhinolophus pusillus, Mengla, Yunnan (récolté en mai 2020, publié en 2021)   |
|  |                                                                                              |

|  | RshSTT182, 92,6 %, Rhinolophus shameli, Stoeng Treng, Cambodge (récolté en 2010, publié en 2021) |
|  |                                                                                                  |
|  | RaTG13, 96,1 %, Rhinolophus affinis, Mojiang, Yunnan (récolté en 2013, publié en 2020)           |
|  |                                                                                                  |

|  | RmYN02, 93,3 %, Rhinolophus malayanus, Mengla, Yunnan (récolté en juin 2019, publié en 2020) |
|  |                                                                                              |
|  | RpYN06, 94.4 %, Rhinolophus pusillus, Mengla, Yunnan (récolté en mai 2020, publié en 2021)   |
|  |                                                                                              |

|  | RshSTT182, 92,6 %, Rhinolophus shameli, Stoeng Treng, Cambodge (récolté en 2010, publié en 2021) |
|  |                                                                                                  |
|  | RaTG13, 96,1 %, Rhinolophus affinis, Mojiang, Yunnan (récolté en 2013, publié en 2020)           |
|  |                                                                                                  |

|  | RmYN02, 93,3 %, Rhinolophus malayanus, Mengla, Yunnan (récolté en juin 2019, publié en 2020) |
|  |                                                                                              |
|  | RpYN06, 94.4 %, Rhinolophus pusillus, Mengla, Yunnan (récolté en mai 2020, publié en 2021)   |
|  |                                                                                              |

|  | RshSTT182, 92,6 %, Rhinolophus shameli, Stoeng Treng, Cambodge (récolté en 2010, publié en 2021) |
|  |                                                                                                  |
|  | RaTG13, 96,1 %, Rhinolophus affinis, Mojiang, Yunnan (récolté en 2013, publié en 2020)           |
|  |                                                                                                  |

|  | RmYN02, 93,3 %, Rhinolophus malayanus, Mengla, Yunnan (récolté en juin 2019, publié en 2020) |
|  |                                                                                              |
|  | RpYN06, 94.4 %, Rhinolophus pusillus, Mengla, Yunnan (récolté en mai 2020, publié en 2021)   |
|  |                                                                                              |

|  | RshSTT182, 92,6 %, Rhinolophus shameli, Stoeng Treng, Cambodge (récolté en 2010, publié en 2021) |
|  |                                                                                                  |
|  | RaTG13, 96,1 %, Rhinolophus affinis, Mojiang, Yunnan (récolté en 2013, publié en 2020)           |
|  |                                                                                                  |

|  | RmYN02, 93,3 %, Rhinolophus malayanus, Mengla, Yunnan (récolté en juin 2019, publié en 2020) |
|  |                                                                                              |
|  | RpYN06, 94.4 %, Rhinolophus pusillus, Mengla, Yunnan (récolté en mai 2020, publié en 2021)   |
|  |                                                                                              |

|  | RshSTT182, 92,6 %, Rhinolophus shameli, Stoeng Treng, Cambodge (récolté en 2010, publié en 2021) |
|  |                                                                                                  |
|  | RaTG13, 96,1 %, Rhinolophus affinis, Mojiang, Yunnan (récolté en 2013, publié en 2020)           |
|  |                                                                                                  |

|  | RmYN02, 93,3 %, Rhinolophus malayanus, Mengla, Yunnan (récolté en juin 2019, publié en 2020) |
|  |                                                                                              |
|  | RpYN06, 94.4 %, Rhinolophus pusillus, Mengla, Yunnan (récolté en mai 2020, publié en 2021)   |
|  |                                                                                              |

|  | RshSTT182, 92,6 %, Rhinolophus shameli, Stoeng Treng, Cambodge (récolté en 2010, publié en 2021) |
|  |                                                                                                  |
|  | RaTG13, 96,1 %, Rhinolophus affinis, Mojiang, Yunnan (récolté en 2013, publié en 2020)           |
|  |                                                                                                  |

|  | RmYN02, 93,3 %, Rhinolophus malayanus, Mengla, Yunnan (récolté en juin 2019, publié en 2020) |
|  |                                                                                              |
|  | RpYN06, 94.4 %, Rhinolophus pusillus, Mengla, Yunnan (récolté en mai 2020, publié en 2021)   |
|  |                                                                                              |

|  | RshSTT182, 92,6 %, Rhinolophus shameli, Stoeng Treng, Cambodge (récolté en 2010, publié en 2021) |
|  |                                                                                                  |
|  | RaTG13, 96,1 %, Rhinolophus affinis, Mojiang, Yunnan (récolté en 2013, publié en 2020)           |
|  |                                                                                                  |

|  | RmYN02, 93,3 %, Rhinolophus malayanus, Mengla, Yunnan (récolté en juin 2019, publié en 2020) |
|  |                                                                                              |
|  | RpYN06, 94.4 %, Rhinolophus pusillus, Mengla, Yunnan (récolté en mai 2020, publié en 2021)   |
|  |                                                                                              |

|  | RshSTT182, 92,6 %, Rhinolophus shameli, Stoeng Treng, Cambodge (récolté en 2010, publié en 2021) |
|  |                                                                                                  |
|  | RaTG13, 96,1 %, Rhinolophus affinis, Mojiang, Yunnan (récolté en 2013, publié en 2020)           |
|  |                                                                                                  |

|  | RmYN02, 93,3 %, Rhinolophus malayanus, Mengla, Yunnan (récolté en juin 2019, publié en 2020) |
|  |                                                                                              |
|  | RpYN06, 94.4 %, Rhinolophus pusillus, Mengla, Yunnan (récolté en mai 2020, publié en 2021)   |
|  |                                                                                              |

|  | RshSTT182, 92,6 %, Rhinolophus shameli, Stoeng Treng, Cambodge (récolté en 2010, publié en 2021) |
|  |                                                                                                  |
|  | RaTG13, 96,1 %, Rhinolophus affinis, Mojiang, Yunnan (récolté en 2013, publié en 2020)           |
|  |                                                                                                  |

|  | RmYN02, 93,3 %, Rhinolophus malayanus, Mengla, Yunnan (récolté en juin 2019, publié en 2020) |
|  |                                                                                              |
|  | RpYN06, 94.4 %, Rhinolophus pusillus, Mengla, Yunnan (récolté en mai 2020, publié en 2021)   |
|  |                                                                                              |

|  | RshSTT182, 92,6 %, Rhinolophus shameli, Stoeng Treng, Cambodge (récolté en 2010, publié en 2021) |
|  |                                                                                                  |
|  | RaTG13, 96,1 %, Rhinolophus affinis, Mojiang, Yunnan (récolté en 2013, publié en 2020)           |
|  |                                                                                                  |

|  | RmYN02, 93,3 %, Rhinolophus malayanus, Mengla, Yunnan (récolté en juin 2019, publié en 2020) |
|  |                                                                                              |
|  | RpYN06, 94.4 %, Rhinolophus pusillus, Mengla, Yunnan (récolté en mai 2020, publié en 2021)   |
|  |                                                                                              |

|  | RshSTT182, 92,6 %, Rhinolophus shameli, Stoeng Treng, Cambodge (récolté en 2010, publié en 2021) |
|  |                                                                                                  |
|  | RaTG13, 96,1 %, Rhinolophus affinis, Mojiang, Yunnan (récolté en 2013, publié en 2020)           |
|  |                                                                                                  |

|  | RmYN02, 93,3 %, Rhinolophus malayanus, Mengla, Yunnan (récolté en juin 2019, publié en 2020) |
|  |                                                                                              |
|  | RpYN06, 94.4 %, Rhinolophus pusillus, Mengla, Yunnan (récolté en mai 2020, publié en 2021)   |
|  |                                                                                              |

|  | RshSTT182, 92,6 %, Rhinolophus shameli, Stoeng Treng, Cambodge (récolté en 2010, publié en 2021) |
|  |                                                                                                  |
|  | RaTG13, 96,1 %, Rhinolophus affinis, Mojiang, Yunnan (récolté en 2013, publié en 2020)           |
|  |                                                                                                  |

|  | RmYN02, 93,3 %, Rhinolophus malayanus, Mengla, Yunnan (récolté en juin 2019, publié en 2020) |
|  |                                                                                              |
|  | RpYN06, 94.4 %, Rhinolophus pusillus, Mengla, Yunnan (récolté en mai 2020, publié en 2021)   |
|  |                                                                                              |

|  | RshSTT182, 92,6 %, Rhinolophus shameli, Stoeng Treng, Cambodge (récolté en 2010, publié en 2021) |
|  |                                                                                                  |
|  | RaTG13, 96,1 %, Rhinolophus affinis, Mojiang, Yunnan (récolté en 2013, publié en 2020)           |
|  |                                                                                                  |

|  | RmYN02, 93,3 %, Rhinolophus malayanus, Mengla, Yunnan (récolté en juin 2019, publié en 2020) |
|  |                                                                                              |
|  | RpYN06, 94.4 %, Rhinolophus pusillus, Mengla, Yunnan (récolté en mai 2020, publié en 2021)   |
|  |                                                                                              |

|  | RshSTT182, 92,6 %, Rhinolophus shameli, Stoeng Treng, Cambodge (récolté en 2010, publié en 2021) |
|  |                                                                                                  |
|  | RaTG13, 96,1 %, Rhinolophus affinis, Mojiang, Yunnan (récolté en 2013, publié en 2020)           |
|  |                                                                                                  |

|  | RmYN02, 93,3 %, Rhinolophus malayanus, Mengla, Yunnan (récolté en juin 2019, publié en 2020) |
|  |                                                                                              |
|  | RpYN06, 94.4 %, Rhinolophus pusillus, Mengla, Yunnan (récolté en mai 2020, publié en 2021)   |
|  |                                                                                              |

|  | RshSTT182, 92,6 %, Rhinolophus shameli, Stoeng Treng, Cambodge (récolté en 2010, publié en 2021) |
|  |                                                                                                  |
|  | RaTG13, 96,1 %, Rhinolophus affinis, Mojiang, Yunnan (récolté en 2013, publié en 2020)           |
|  |                                                                                                  |

|  | RmYN02, 93,3 %, Rhinolophus malayanus, Mengla, Yunnan (récolté en juin 2019, publié en 2020) |
|  |                                                                                              |
|  | RpYN06, 94.4 %, Rhinolophus pusillus, Mengla, Yunnan (récolté en mai 2020, publié en 2021)   |
|  |                                                                                              |

|  | RshSTT182, 92,6 %, Rhinolophus shameli, Stoeng Treng, Cambodge (récolté en 2010, publié en 2021) |
|  |                                                                                                  |
|  | RaTG13, 96,1 %, Rhinolophus affinis, Mojiang, Yunnan (récolté en 2013, publié en 2020)           |
|  |                                                                                                  |

|  | RmYN02, 93,3 %, Rhinolophus malayanus, Mengla, Yunnan (récolté en juin 2019, publié en 2020) |
|  |                                                                                              |
|  | RpYN06, 94.4 %, Rhinolophus pusillus, Mengla, Yunnan (récolté en mai 2020, publié en 2021)   |
|  |                                                                                              |

|  | RshSTT182, 92,6 %, Rhinolophus shameli, Stoeng Treng, Cambodge (récolté en 2010, publié en 2021) |
|  |                                                                                                  |
|  | RaTG13, 96,1 %, Rhinolophus affinis, Mojiang, Yunnan (récolté en 2013, publié en 2020)           |
|  |                                                                                                  |

|  | RmYN02, 93,3 %, Rhinolophus malayanus, Mengla, Yunnan (récolté en juin 2019, publié en 2020) |
|  |                                                                                              |
|  | RpYN06, 94.4 %, Rhinolophus pusillus, Mengla, Yunnan (récolté en mai 2020, publié en 2021)   |
|  |                                                                                              |

|  | RshSTT182, 92,6 %, Rhinolophus shameli, Stoeng Treng, Cambodge (récolté en 2010, publié en 2021) |
|  |                                                                                                  |
|  | RaTG13, 96,1 %, Rhinolophus affinis, Mojiang, Yunnan (récolté en 2013, publié en 2020)           |
|  |                                                                                                  |

|  | RmYN02, 93,3 %, Rhinolophus malayanus, Mengla, Yunnan (récolté en juin 2019, publié en 2020) |
|  |                                                                                              |
|  | RpYN06, 94.4 %, Rhinolophus pusillus, Mengla, Yunnan (récolté en mai 2020, publié en 2021)   |
|  |                                                                                              |

|  | RshSTT182, 92,6 %, Rhinolophus shameli, Stoeng Treng, Cambodge (récolté en 2010, publié en 2021) |
|  |                                                                                                  |
|  | RaTG13, 96,1 %, Rhinolophus affinis, Mojiang, Yunnan (récolté en 2013, publié en 2020)           |
|  |                                                                                                  |

|  | RmYN02, 93,3 %, Rhinolophus malayanus, Mengla, Yunnan (récolté en juin 2019, publié en 2020) |
|  |                                                                                              |
|  | RpYN06, 94.4 %, Rhinolophus pusillus, Mengla, Yunnan (récolté en mai 2020, publié en 2021)   |
|  |                                                                                              |

|  | RshSTT182, 92,6 %, Rhinolophus shameli, Stoeng Treng, Cambodge (récolté en 2010, publié en 2021) |
|  |                                                                                                  |
|  | RaTG13, 96,1 %, Rhinolophus affinis, Mojiang, Yunnan (récolté en 2013, publié en 2020)           |
|  |                                                                                                  |

|  | RmYN02, 93,3 %, Rhinolophus malayanus, Mengla, Yunnan (récolté en juin 2019, publié en 2020) |
|  |                                                                                              |
|  | RpYN06, 94.4 %, Rhinolophus pusillus, Mengla, Yunnan (récolté en mai 2020, publié en 2021)   |
|  |                                                                                              |

|  | RshSTT182, 92,6 %, Rhinolophus shameli, Stoeng Treng, Cambodge (récolté en 2010, publié en 2021) |
|  |                                                                                                  |
|  | RaTG13, 96,1 %, Rhinolophus affinis, Mojiang, Yunnan (récolté en 2013, publié en 2020)           |
|  |                                                                                                  |

|  | RmYN02, 93,3 %, Rhinolophus malayanus, Mengla, Yunnan (récolté en juin 2019, publié en 2020) |
|  |                                                                                              |
|  | RpYN06, 94.4 %, Rhinolophus pusillus, Mengla, Yunnan (récolté en mai 2020, publié en 2021)   |
|  |                                                                                              |

|  | RshSTT182, 92,6 %, Rhinolophus shameli, Stoeng Treng, Cambodge (récolté en 2010, publié en 2021) |
|  |                                                                                                  |
|  | RaTG13, 96,1 %, Rhinolophus affinis, Mojiang, Yunnan (récolté en 2013, publié en 2020)           |
|  |                                                                                                  |

|  | RmYN02, 93,3 %, Rhinolophus malayanus, Mengla, Yunnan (récolté en juin 2019, publié en 2020) |
|  |                                                                                              |
|  | RpYN06, 94.4 %, Rhinolophus pusillus, Mengla, Yunnan (récolté en mai 2020, publié en 2021)   |
|  |                                                                                              |

|  | RshSTT182, 92,6 %, Rhinolophus shameli, Stoeng Treng, Cambodge (récolté en 2010, publié en 2021) |
|  |                                                                                                  |
|  | RaTG13, 96,1 %, Rhinolophus affinis, Mojiang, Yunnan (récolté en 2013, publié en 2020)           |
|  |                                                                                                  |

|  | RmYN02, 93,3 %, Rhinolophus malayanus, Mengla, Yunnan (récolté en juin 2019, publié en 2020) |
|  |                                                                                              |
|  | RpYN06, 94.4 %, Rhinolophus pusillus, Mengla, Yunnan (récolté en mai 2020, publié en 2021)   |
|  |                                                                                              |

|  | RshSTT182, 92,6 %, Rhinolophus shameli, Stoeng Treng, Cambodge (récolté en 2010, publié en 2021) |
|  |                                                                                                  |
|  | RaTG13, 96,1 %, Rhinolophus affinis, Mojiang, Yunnan (récolté en 2013, publié en 2020)           |
|  |                                                                                                  |

|  | RmYN02, 93,3 %, Rhinolophus malayanus, Mengla, Yunnan (récolté en juin 2019, publié en 2020) |
|  |                                                                                              |
|  | RpYN06, 94.4 %, Rhinolophus pusillus, Mengla, Yunnan (récolté en mai 2020, publié en 2021)   |
|  |                                                                                              |

|  | RshSTT182, 92,6 %, Rhinolophus shameli, Stoeng Treng, Cambodge (récolté en 2010, publié en 2021) |
|  |                                                                                                  |
|  | RaTG13, 96,1 %, Rhinolophus affinis, Mojiang, Yunnan (récolté en 2013, publié en 2020)           |
|  |                                                                                                  |

|  | RmYN02, 93,3 %, Rhinolophus malayanus, Mengla, Yunnan (récolté en juin 2019, publié en 2020) |
|  |                                                                                              |
|  | RpYN06, 94.4 %, Rhinolophus pusillus, Mengla, Yunnan (récolté en mai 2020, publié en 2021)   |
|  |                                                                                              |

|  | RshSTT182, 92,6 %, Rhinolophus shameli, Stoeng Treng, Cambodge (récolté en 2010, publié en 2021) |
|  |                                                                                                  |
|  | RaTG13, 96,1 %, Rhinolophus affinis, Mojiang, Yunnan (récolté en 2013, publié en 2020)           |
|  |                                                                                                  |

|  | RmYN02, 93,3 %, Rhinolophus malayanus, Mengla, Yunnan (récolté en juin 2019, publié en 2020) |
|  |                                                                                              |
|  | RpYN06, 94.4 %, Rhinolophus pusillus, Mengla, Yunnan (récolté en mai 2020, publié en 2021)   |
|  |                                                                                              |

|  | RshSTT182, 92,6 %, Rhinolophus shameli, Stoeng Treng, Cambodge (récolté en 2010, publié en 2021) |
|  |                                                                                                  |
|  | RaTG13, 96,1 %, Rhinolophus affinis, Mojiang, Yunnan (récolté en 2013, publié en 2020)           |
|  |                                                                                                  |

|  | RmYN02, 93,3 %, Rhinolophus malayanus, Mengla, Yunnan (récolté en juin 2019, publié en 2020) |
|  |                                                                                              |
|  | RpYN06, 94.4 %, Rhinolophus pusillus, Mengla, Yunnan (récolté en mai 2020, publié en 2021)   |
|  |                                                                                              |

|  | RshSTT182, 92,6 %, Rhinolophus shameli, Stoeng Treng, Cambodge (récolté en 2010, publié en 2021) |
|  |                                                                                                  |
|  | RaTG13, 96,1 %, Rhinolophus affinis, Mojiang, Yunnan (récolté en 2013, publié en 2020)           |
|  |                                                                                                  |

|  | RmYN02, 93,3 %, Rhinolophus malayanus, Mengla, Yunnan (récolté en juin 2019, publié en 2020) |
|  |                                                                                              |
|  | RpYN06, 94.4 %, Rhinolophus pusillus, Mengla, Yunnan (récolté en mai 2020, publié en 2021)   |
|  |                                                                                              |

|  | RshSTT182, 92,6 %, Rhinolophus shameli, Stoeng Treng, Cambodge (récolté en 2010, publié en 2021) |
|  |                                                                                                  |
|  | RaTG13, 96,1 %, Rhinolophus affinis, Mojiang, Yunnan (récolté en 2013, publié en 2020)           |
|  |                                                                                                  |

|  | RmYN02, 93,3 %, Rhinolophus malayanus, Mengla, Yunnan (récolté en juin 2019, publié en 2020) |
|  |                                                                                              |
|  | RpYN06, 94.4 %, Rhinolophus pusillus, Mengla, Yunnan (récolté en mai 2020, publié en 2021)   |
|  |                                                                                              |

|  | RshSTT182, 92,6 %, Rhinolophus shameli, Stoeng Treng, Cambodge (récolté en 2010, publié en 2021) |
|  |                                                                                                  |
|  | RaTG13, 96,1 %, Rhinolophus affinis, Mojiang, Yunnan (récolté en 2013, publié en 2020)           |
|  |                                                                                                  |

|  | RmYN02, 93,3 %, Rhinolophus malayanus, Mengla, Yunnan (récolté en juin 2019, publié en 2020) |
|  |                                                                                              |
|  | RpYN06, 94.4 %, Rhinolophus pusillus, Mengla, Yunnan (récolté en mai 2020, publié en 2021)   |
|  |                                                                                              |

|  | RshSTT182, 92,6 %, Rhinolophus shameli, Stoeng Treng, Cambodge (récolté en 2010, publié en 2021) |
|  |                                                                                                  |
|  | RaTG13, 96,1 %, Rhinolophus affinis, Mojiang, Yunnan (récolté en 2013, publié en 2020)           |
|  |                                                                                                  |

|  | RmYN02, 93,3 %, Rhinolophus malayanus, Mengla, Yunnan (récolté en juin 2019, publié en 2020) |
|  |                                                                                              |
|  | RpYN06, 94.4 %, Rhinolophus pusillus, Mengla, Yunnan (récolté en mai 2020, publié en 2021)   |
|  |                                                                                              |

|  | RshSTT182, 92,6 %, Rhinolophus shameli, Stoeng Treng, Cambodge (récolté en 2010, publié en 2021) |
|  |                                                                                                  |
|  | RaTG13, 96,1 %, Rhinolophus affinis, Mojiang, Yunnan (récolté en 2013, publié en 2020)           |
|  |                                                                                                  |

|  | RmYN02, 93,3 %, Rhinolophus malayanus, Mengla, Yunnan (récolté en juin 2019, publié en 2020) |
|  |                                                                                              |
|  | RpYN06, 94.4 %, Rhinolophus pusillus, Mengla, Yunnan (récolté en mai 2020, publié en 2021)   |
|  |                                                                                              |

|  | RshSTT182, 92,6 %, Rhinolophus shameli, Stoeng Treng, Cambodge (récolté en 2010, publié en 2021) |
|  |                                                                                                  |
|  | RaTG13, 96,1 %, Rhinolophus affinis, Mojiang, Yunnan (récolté en 2013, publié en 2020)           |
|  |                                                                                                  |

|  | RmYN02, 93,3 %, Rhinolophus malayanus, Mengla, Yunnan (récolté en juin 2019, publié en 2020) |
|  |                                                                                              |
|  | RpYN06, 94.4 %, Rhinolophus pusillus, Mengla, Yunnan (récolté en mai 2020, publié en 2021)   |
|  |                                                                                              |

|  | RshSTT182, 92,6 %, Rhinolophus shameli, Stoeng Treng, Cambodge (récolté en 2010, publié en 2021) |
|  |                                                                                                  |
|  | RaTG13, 96,1 %, Rhinolophus affinis, Mojiang, Yunnan (récolté en 2013, publié en 2020)           |
|  |                                                                                                  |

|  | RmYN02, 93,3 %, Rhinolophus malayanus, Mengla, Yunnan (récolté en juin 2019, publié en 2020) |
|  |                                                                                              |
|  | RpYN06, 94.4 %, Rhinolophus pusillus, Mengla, Yunnan (récolté en mai 2020, publié en 2021)   |
|  |                                                                                              |

|  | RshSTT182, 92,6 %, Rhinolophus shameli, Stoeng Treng, Cambodge (récolté en 2010, publié en 2021) |
|  |                                                                                                  |
|  | RaTG13, 96,1 %, Rhinolophus affinis, Mojiang, Yunnan (récolté en 2013, publié en 2020)           |
|  |                                                                                                  |

|  | RmYN02, 93,3 %, Rhinolophus malayanus, Mengla, Yunnan (récolté en juin 2019, publié en 2020) |
|  |                                                                                              |
|  | RpYN06, 94.4 %, Rhinolophus pusillus, Mengla, Yunnan (récolté en mai 2020, publié en 2021)   |
|  |                                                                                              |

|  | RshSTT182, 92,6 %, Rhinolophus shameli, Stoeng Treng, Cambodge (récolté en 2010, publié en 2021) |
|  |                                                                                                  |
|  | RaTG13, 96,1 %, Rhinolophus affinis, Mojiang, Yunnan (récolté en 2013, publié en 2020)           |
|  |                                                                                                  |

|  | RmYN02, 93,3 %, Rhinolophus malayanus, Mengla, Yunnan (récolté en juin 2019, publié en 2020) |
|  |                                                                                              |
|  | RpYN06, 94.4 %, Rhinolophus pusillus, Mengla, Yunnan (récolté en mai 2020, publié en 2021)   |
|  |                                                                                              |

|  | RshSTT182, 92,6 %, Rhinolophus shameli, Stoeng Treng, Cambodge (récolté en 2010, publié en 2021) |
|  |                                                                                                  |
|  | RaTG13, 96,1 %, Rhinolophus affinis, Mojiang, Yunnan (récolté en 2013, publié en 2020)           |
|  |                                                                                                  |

|  | RmYN02, 93,3 %, Rhinolophus malayanus, Mengla, Yunnan (récolté en juin 2019, publié en 2020) |
|  |                                                                                              |
|  | RpYN06, 94.4 %, Rhinolophus pusillus, Mengla, Yunnan (récolté en mai 2020, publié en 2021)   |
|  |                                                                                              |

|  | RshSTT182, 92,6 %, Rhinolophus shameli, Stoeng Treng, Cambodge (récolté en 2010, publié en 2021) |
|  |                                                                                                  |
|  | RaTG13, 96,1 %, Rhinolophus affinis, Mojiang, Yunnan (récolté en 2013, publié en 2020)           |
|  |                                                                                                  |

|  | RmYN02, 93,3 %, Rhinolophus malayanus, Mengla, Yunnan (récolté en juin 2019, publié en 2020) |
|  |                                                                                              |
|  | RpYN06, 94.4 %, Rhinolophus pusillus, Mengla, Yunnan (récolté en mai 2020, publié en 2021)   |
|  |                                                                                              |

|  | RshSTT182, 92,6 %, Rhinolophus shameli, Stoeng Treng, Cambodge (récolté en 2010, publié en 2021) |
|  |                                                                                                  |
|  | RaTG13, 96,1 %, Rhinolophus affinis, Mojiang, Yunnan (récolté en 2013, publié en 2020)           |
|  |                                                                                                  |

|  | RmYN02, 93,3 %, Rhinolophus malayanus, Mengla, Yunnan (récolté en juin 2019, publié en 2020) |
|  |                                                                                              |
|  | RpYN06, 94.4 %, Rhinolophus pusillus, Mengla, Yunnan (récolté en mai 2020, publié en 2021)   |
|  |                                                                                              |

|  | RshSTT182, 92,6 %, Rhinolophus shameli, Stoeng Treng, Cambodge (récolté en 2010, publié en 2021) |
|  |                                                                                                  |
|  | RaTG13, 96,1 %, Rhinolophus affinis, Mojiang, Yunnan (récolté en 2013, publié en 2020)           |
|  |                                                                                                  |

|  | RmYN02, 93,3 %, Rhinolophus malayanus, Mengla, Yunnan (récolté en juin 2019, publié en 2020) |
|  |                                                                                              |
|  | RpYN06, 94.4 %, Rhinolophus pusillus, Mengla, Yunnan (récolté en mai 2020, publié en 2021)   |
|  |                                                                                              |

|  | RshSTT182, 92,6 %, Rhinolophus shameli, Stoeng Treng, Cambodge (récolté en 2010, publié en 2021) |
|  |                                                                                                  |
|  | RaTG13, 96,1 %, Rhinolophus affinis, Mojiang, Yunnan (récolté en 2013, publié en 2020)           |
|  |                                                                                                  |

|  | RmYN02, 93,3 %, Rhinolophus malayanus, Mengla, Yunnan (récolté en juin 2019, publié en 2020) |
|  |                                                                                              |
|  | RpYN06, 94.4 %, Rhinolophus pusillus, Mengla, Yunnan (récolté en mai 2020, publié en 2021)   |
|  |                                                                                              |

|  | RshSTT182, 92,6 %, Rhinolophus shameli, Stoeng Treng, Cambodge (récolté en 2010, publié en 2021) |
|  |                                                                                                  |
|  | RaTG13, 96,1 %, Rhinolophus affinis, Mojiang, Yunnan (récolté en 2013, publié en 2020)           |
|  |                                                                                                  |

|  | RmYN02, 93,3 %, Rhinolophus malayanus, Mengla, Yunnan (récolté en juin 2019, publié en 2020) |
|  |                                                                                              |
|  | RpYN06, 94.4 %, Rhinolophus pusillus, Mengla, Yunnan (récolté en mai 2020, publié en 2021)   |
|  |                                                                                              |

|  | RshSTT182, 92,6 %, Rhinolophus shameli, Stoeng Treng, Cambodge (récolté en 2010, publié en 2021) |
|  |                                                                                                  |
|  | RaTG13, 96,1 %, Rhinolophus affinis, Mojiang, Yunnan (récolté en 2013, publié en 2020)           |
|  |                                                                                                  |

|  | RmYN02, 93,3 %, Rhinolophus malayanus, Mengla, Yunnan (récolté en juin 2019, publié en 2020) |
|  |                                                                                              |
|  | RpYN06, 94.4 %, Rhinolophus pusillus, Mengla, Yunnan (récolté en mai 2020, publié en 2021)   |
|  |                                                                                              |

|  | RshSTT182, 92,6 %, Rhinolophus shameli, Stoeng Treng, Cambodge (récolté en 2010, publié en 2021) |
|  |                                                                                                  |
|  | RaTG13, 96,1 %, Rhinolophus affinis, Mojiang, Yunnan (récolté en 2013, publié en 2020)           |
|  |                                                                                                  |

|  | RmYN02, 93,3 %, Rhinolophus malayanus, Mengla, Yunnan (récolté en juin 2019, publié en 2020) |
|  |                                                                                              |
|  | RpYN06, 94.4 %, Rhinolophus pusillus, Mengla, Yunnan (récolté en mai 2020, publié en 2021)   |
|  |                                                                                              |

|  | RshSTT182, 92,6 %, Rhinolophus shameli, Stoeng Treng, Cambodge (récolté en 2010, publié en 2021) |
|  |                                                                                                  |
|  | RaTG13, 96,1 %, Rhinolophus affinis, Mojiang, Yunnan (récolté en 2013, publié en 2020)           |
|  |                                                                                                  |

|  | RmYN02, 93,3 %, Rhinolophus malayanus, Mengla, Yunnan (récolté en juin 2019, publié en 2020) |
|  |                                                                                              |
|  | RpYN06, 94.4 %, Rhinolophus pusillus, Mengla, Yunnan (récolté en mai 2020, publié en 2021)   |
|  |                                                                                              |

|  | RshSTT182, 92,6 %, Rhinolophus shameli, Stoeng Treng, Cambodge (récolté en 2010, publié en 2021) |
|  |                                                                                                  |
|  | RaTG13, 96,1 %, Rhinolophus affinis, Mojiang, Yunnan (récolté en 2013, publié en 2020)           |
|  |                                                                                                  |

|  | RmYN02, 93,3 %, Rhinolophus malayanus, Mengla, Yunnan (récolté en juin 2019, publié en 2020) |
|  |                                                                                              |
|  | RpYN06, 94.4 %, Rhinolophus pusillus, Mengla, Yunnan (récolté en mai 2020, publié en 2021)   |
|  |                                                                                              |

|  | RshSTT182, 92,6 %, Rhinolophus shameli, Stoeng Treng, Cambodge (récolté en 2010, publié en 2021) |
|  |                                                                                                  |
|  | RaTG13, 96,1 %, Rhinolophus affinis, Mojiang, Yunnan (récolté en 2013, publié en 2020)           |
|  |                                                                                                  |

|  | RmYN02, 93,3 %, Rhinolophus malayanus, Mengla, Yunnan (récolté en juin 2019, publié en 2020) |
|  |                                                                                              |
|  | RpYN06, 94.4 %, Rhinolophus pusillus, Mengla, Yunnan (récolté en mai 2020, publié en 2021)   |
|  |                                                                                              |

|  | RshSTT182, 92,6 %, Rhinolophus shameli, Stoeng Treng, Cambodge (récolté en 2010, publié en 2021) |
|  |                                                                                                  |
|  | RaTG13, 96,1 %, Rhinolophus affinis, Mojiang, Yunnan (récolté en 2013, publié en 2020)           |
|  |                                                                                                  |

|  | RmYN02, 93,3 %, Rhinolophus malayanus, Mengla, Yunnan (récolté en juin 2019, publié en 2020) |
|  |                                                                                              |
|  | RpYN06, 94.4 %, Rhinolophus pusillus, Mengla, Yunnan (récolté en mai 2020, publié en 2021)   |
|  |                                                                                              |

|  | RshSTT182, 92,6 %, Rhinolophus shameli, Stoeng Treng, Cambodge (récolté en 2010, publié en 2021) |
|  |                                                                                                  |
|  | RaTG13, 96,1 %, Rhinolophus affinis, Mojiang, Yunnan (récolté en 2013, publié en 2020)           |
|  |                                                                                                  |

|  | RmYN02, 93,3 %, Rhinolophus malayanus, Mengla, Yunnan (récolté en juin 2019, publié en 2020) |
|  |                                                                                              |
|  | RpYN06, 94.4 %, Rhinolophus pusillus, Mengla, Yunnan (récolté en mai 2020, publié en 2021)   |
|  |                                                                                              |

|  | RshSTT182, 92,6 %, Rhinolophus shameli, Stoeng Treng, Cambodge (récolté en 2010, publié en 2021) |
|  |                                                                                                  |
|  | RaTG13, 96,1 %, Rhinolophus affinis, Mojiang, Yunnan (récolté en 2013, publié en 2020)           |
|  |                                                                                                  |

|  | RmYN02, 93,3 %, Rhinolophus malayanus, Mengla, Yunnan (récolté en juin 2019, publié en 2020) |
|  |                                                                                              |
|  | RpYN06, 94.4 %, Rhinolophus pusillus, Mengla, Yunnan (récolté en mai 2020, publié en 2021)   |
|  |                                                                                              |

|  | RshSTT182, 92,6 %, Rhinolophus shameli, Stoeng Treng, Cambodge (récolté en 2010, publié en 2021) |
|  |                                                                                                  |
|  | RaTG13, 96,1 %, Rhinolophus affinis, Mojiang, Yunnan (récolté en 2013, publié en 2020)           |
|  |                                                                                                  |

|  | RmYN02, 93,3 %, Rhinolophus malayanus, Mengla, Yunnan (récolté en juin 2019, publié en 2020) |
|  |                                                                                              |
|  | RpYN06, 94.4 %, Rhinolophus pusillus, Mengla, Yunnan (récolté en mai 2020, publié en 2021)   |
|  |                                                                                              |

|  | RshSTT182, 92,6 %, Rhinolophus shameli, Stoeng Treng, Cambodge (récolté en 2010, publié en 2021) |
|  |                                                                                                  |
|  | RaTG13, 96,1 %, Rhinolophus affinis, Mojiang, Yunnan (récolté en 2013, publié en 2020)           |
|  |                                                                                                  |

|  | RmYN02, 93,3 %, Rhinolophus malayanus, Mengla, Yunnan (récolté en juin 2019, publié en 2020) |
|  |                                                                                              |
|  | RpYN06, 94.4 %, Rhinolophus pusillus, Mengla, Yunnan (récolté en mai 2020, publié en 2021)   |
|  |                                                                                              |

|  | RshSTT182, 92,6 %, Rhinolophus shameli, Stoeng Treng, Cambodge (récolté en 2010, publié en 2021) |
|  |                                                                                                  |
|  | RaTG13, 96,1 %, Rhinolophus affinis, Mojiang, Yunnan (récolté en 2013, publié en 2020)           |
|  |                                                                                                  |

|  | RmYN02, 93,3 %, Rhinolophus malayanus, Mengla, Yunnan (récolté en juin 2019, publié en 2020) |
|  |                                                                                              |
|  | RpYN06, 94.4 %, Rhinolophus pusillus, Mengla, Yunnan (récolté en mai 2020, publié en 2021)   |
|  |                                                                                              |

|  | RshSTT182, 92,6 %, Rhinolophus shameli, Stoeng Treng, Cambodge (récolté en 2010, publié en 2021) |
|  |                                                                                                  |
|  | RaTG13, 96,1 %, Rhinolophus affinis, Mojiang, Yunnan (récolté en 2013, publié en 2020)           |
|  |                                                                                                  |

|  | RmYN02, 93,3 %, Rhinolophus malayanus, Mengla, Yunnan (récolté en juin 2019, publié en 2020) |
|  |                                                                                              |
|  | RpYN06, 94.4 %, Rhinolophus pusillus, Mengla, Yunnan (récolté en mai 2020, publié en 2021)   |
|  |                                                                                              |

|  | RshSTT182, 92,6 %, Rhinolophus shameli, Stoeng Treng, Cambodge (récolté en 2010, publié en 2021) |
|  |                                                                                                  |
|  | RaTG13, 96,1 %, Rhinolophus affinis, Mojiang, Yunnan (récolté en 2013, publié en 2020)           |
|  |                                                                                                  |

|  | RmYN02, 93,3 %, Rhinolophus malayanus, Mengla, Yunnan (récolté en juin 2019, publié en 2020) |
|  |                                                                                              |
|  | RpYN06, 94.4 %, Rhinolophus pusillus, Mengla, Yunnan (récolté en mai 2020, publié en 2021)   |
|  |                                                                                              |

|  | RshSTT182, 92,6 %, Rhinolophus shameli, Stoeng Treng, Cambodge (récolté en 2010, publié en 2021) |
|  |                                                                                                  |
|  | RaTG13, 96,1 %, Rhinolophus affinis, Mojiang, Yunnan (récolté en 2013, publié en 2020)           |
|  |                                                                                                  |

|  | RmYN02, 93,3 %, Rhinolophus malayanus, Mengla, Yunnan (récolté en juin 2019, publié en 2020) |
|  |                                                                                              |
|  | RpYN06, 94.4 %, Rhinolophus pusillus, Mengla, Yunnan (récolté en mai 2020, publié en 2021)   |
|  |                                                                                              |

|  | RshSTT182, 92,6 %, Rhinolophus shameli, Stoeng Treng, Cambodge (récolté en 2010, publié en 2021) |
|  |                                                                                                  |
|  | RaTG13, 96,1 %, Rhinolophus affinis, Mojiang, Yunnan (récolté en 2013, publié en 2020)           |
|  |                                                                                                  |

|  | RmYN02, 93,3 %, Rhinolophus malayanus, Mengla, Yunnan (récolté en juin 2019, publié en 2020) |
|  |                                                                                              |
|  | RpYN06, 94.4 %, Rhinolophus pusillus, Mengla, Yunnan (récolté en mai 2020, publié en 2021)   |
|  |                                                                                              |

|  | RshSTT182, 92,6 %, Rhinolophus shameli, Stoeng Treng, Cambodge (récolté en 2010, publié en 2021) |
|  |                                                                                                  |
|  | RaTG13, 96,1 %, Rhinolophus affinis, Mojiang, Yunnan (récolté en 2013, publié en 2020)           |
|  |                                                                                                  |

|  | RmYN02, 93,3 %, Rhinolophus malayanus, Mengla, Yunnan (récolté en juin 2019, publié en 2020) |
|  |                                                                                              |
|  | RpYN06, 94.4 %, Rhinolophus pusillus, Mengla, Yunnan (récolté en mai 2020, publié en 2021)   |
|  |                                                                                              |

|  | RshSTT182, 92,6 %, Rhinolophus shameli, Stoeng Treng, Cambodge (récolté en 2010, publié en 2021) |
|  |                                                                                                  |
|  | RaTG13, 96,1 %, Rhinolophus affinis, Mojiang, Yunnan (récolté en 2013, publié en 2020)           |
|  |                                                                                                  |

|  | RmYN02, 93,3 %, Rhinolophus malayanus, Mengla, Yunnan (récolté en juin 2019, publié en 2020) |
|  |                                                                                              |
|  | RpYN06, 94.4 %, Rhinolophus pusillus, Mengla, Yunnan (récolté en mai 2020, publié en 2021)   |
|  |                                                                                              |

|  | RshSTT182, 92,6 %, Rhinolophus shameli, Stoeng Treng, Cambodge (récolté en 2010, publié en 2021) |
|  |                                                                                                  |
|  | RaTG13, 96,1 %, Rhinolophus affinis, Mojiang, Yunnan (récolté en 2013, publié en 2020)           |
|  |                                                                                                  |

|  | RmYN02, 93,3 %, Rhinolophus malayanus, Mengla, Yunnan (récolté en juin 2019, publié en 2020) |
|  |                                                                                              |
|  | RpYN06, 94.4 %, Rhinolophus pusillus, Mengla, Yunnan (récolté en mai 2020, publié en 2021)   |
|  |                                                                                              |

|  | RshSTT182, 92,6 %, Rhinolophus shameli, Stoeng Treng, Cambodge (récolté en 2010, publié en 2021) |
|  |                                                                                                  |
|  | RaTG13, 96,1 %, Rhinolophus affinis, Mojiang, Yunnan (récolté en 2013, publié en 2020)           |
|  |                                                                                                  |

|  | SL-ZXC21, 88 %, Rhinolophus pusillus, Zhoushan, Zhejiang (récolté en 2015, publié en 2018) |
|  |                                                                                            |
|  | SL-ZC45, 88 %, Rhinolophus pusillus, Zhoushan, Zhejiang (récolté en 2017, publié en 2018)  |
|  |                                                                                            |

|  | RmYN02, 93,3 %, Rhinolophus malayanus, Mengla, Yunnan (récolté en juin 2019, publié en 2020) |
|  |                                                                                              |
|  | RpYN06, 94.4 %, Rhinolophus pusillus, Mengla, Yunnan (récolté en mai 2020, publié en 2021)   |
|  |                                                                                              |

|  | RshSTT182, 92,6 %, Rhinolophus shameli, Stoeng Treng, Cambodge (récolté en 2010, publié en 2021) |
|  |                                                                                                  |
|  | RaTG13, 96,1 %, Rhinolophus affinis, Mojiang, Yunnan (récolté en 2013, publié en 2020)           |
|  |                                                                                                  |

|  | RmYN02, 93,3 %, Rhinolophus malayanus, Mengla, Yunnan (récolté en juin 2019, publié en 2020) |
|  |                                                                                              |
|  | RpYN06, 94.4 %, Rhinolophus pusillus, Mengla, Yunnan (récolté en mai 2020, publié en 2021)   |
|  |                                                                                              |

|  | RshSTT182, 92,6 %, Rhinolophus shameli, Stoeng Treng, Cambodge (récolté en 2010, publié en 2021) |
|  |                                                                                                  |
|  | RaTG13, 96,1 %, Rhinolophus affinis, Mojiang, Yunnan (récolté en 2013, publié en 2020)           |
|  |                                                                                                  |

|  | RmYN02, 93,3 %, Rhinolophus malayanus, Mengla, Yunnan (récolté en juin 2019, publié en 2020) |
|  |                                                                                              |
|  | RpYN06, 94.4 %, Rhinolophus pusillus, Mengla, Yunnan (récolté en mai 2020, publié en 2021)   |
|  |                                                                                              |

|  | RshSTT182, 92,6 %, Rhinolophus shameli, Stoeng Treng, Cambodge (récolté en 2010, publié en 2021) |
|  |                                                                                                  |
|  | RaTG13, 96,1 %, Rhinolophus affinis, Mojiang, Yunnan (récolté en 2013, publié en 2020)           |
|  |                                                                                                  |

|  | RmYN02, 93,3 %, Rhinolophus malayanus, Mengla, Yunnan (récolté en juin 2019, publié en 2020) |
|  |                                                                                              |
|  | RpYN06, 94.4 %, Rhinolophus pusillus, Mengla, Yunnan (récolté en mai 2020, publié en 2021)   |
|  |                                                                                              |

|  | RshSTT182, 92,6 %, Rhinolophus shameli, Stoeng Treng, Cambodge (récolté en 2010, publié en 2021) |
|  |                                                                                                  |
|  | RaTG13, 96,1 %, Rhinolophus affinis, Mojiang, Yunnan (récolté en 2013, publié en 2020)           |
|  |                                                                                                  |

|  | RmYN02, 93,3 %, Rhinolophus malayanus, Mengla, Yunnan (récolté en juin 2019, publié en 2020) |
|  |                                                                                              |
|  | RpYN06, 94.4 %, Rhinolophus pusillus, Mengla, Yunnan (récolté en mai 2020, publié en 2021)   |
|  |                                                                                              |

|  | RshSTT182, 92,6 %, Rhinolophus shameli, Stoeng Treng, Cambodge (récolté en 2010, publié en 2021) |
|  |                                                                                                  |
|  | RaTG13, 96,1 %, Rhinolophus affinis, Mojiang, Yunnan (récolté en 2013, publié en 2020)           |
|  |                                                                                                  |

|  | RmYN02, 93,3 %, Rhinolophus malayanus, Mengla, Yunnan (récolté en juin 2019, publié en 2020) |
|  |                                                                                              |
|  | RpYN06, 94.4 %, Rhinolophus pusillus, Mengla, Yunnan (récolté en mai 2020, publié en 2021)   |
|  |                                                                                              |

|  | RshSTT182, 92,6 %, Rhinolophus shameli, Stoeng Treng, Cambodge (récolté en 2010, publié en 2021) |
|  |                                                                                                  |
|  | RaTG13, 96,1 %, Rhinolophus affinis, Mojiang, Yunnan (récolté en 2013, publié en 2020)           |
|  |                                                                                                  |

|  | RmYN02, 93,3 %, Rhinolophus malayanus, Mengla, Yunnan (récolté en juin 2019, publié en 2020) |
|  |                                                                                              |
|  | RpYN06, 94.4 %, Rhinolophus pusillus, Mengla, Yunnan (récolté en mai 2020, publié en 2021)   |
|  |                                                                                              |

|  | RshSTT182, 92,6 %, Rhinolophus shameli, Stoeng Treng, Cambodge (récolté en 2010, publié en 2021) |
|  |                                                                                                  |
|  | RaTG13, 96,1 %, Rhinolophus affinis, Mojiang, Yunnan (récolté en 2013, publié en 2020)           |
|  |                                                                                                  |

|  | RmYN02, 93,3 %, Rhinolophus malayanus, Mengla, Yunnan (récolté en juin 2019, publié en 2020) |
|  |                                                                                              |
|  | RpYN06, 94.4 %, Rhinolophus pusillus, Mengla, Yunnan (récolté en mai 2020, publié en 2021)   |
|  |                                                                                              |

|  | RshSTT182, 92,6 %, Rhinolophus shameli, Stoeng Treng, Cambodge (récolté en 2010, publié en 2021) |
|  |                                                                                                  |
|  | RaTG13, 96,1 %, Rhinolophus affinis, Mojiang, Yunnan (récolté en 2013, publié en 2020)           |
|  |                                                                                                  |

|  | RmYN02, 93,3 %, Rhinolophus malayanus, Mengla, Yunnan (récolté en juin 2019, publié en 2020) |
|  |                                                                                              |
|  | RpYN06, 94.4 %, Rhinolophus pusillus, Mengla, Yunnan (récolté en mai 2020, publié en 2021)   |
|  |                                                                                              |

|  | RshSTT182, 92,6 %, Rhinolophus shameli, Stoeng Treng, Cambodge (récolté en 2010, publié en 2021) |
|  |                                                                                                  |
|  | RaTG13, 96,1 %, Rhinolophus affinis, Mojiang, Yunnan (récolté en 2013, publié en 2020)           |
|  |                                                                                                  |

|  | RmYN02, 93,3 %, Rhinolophus malayanus, Mengla, Yunnan (récolté en juin 2019, publié en 2020) |
|  |                                                                                              |
|  | RpYN06, 94.4 %, Rhinolophus pusillus, Mengla, Yunnan (récolté en mai 2020, publié en 2021)   |
|  |                                                                                              |

|  | RshSTT182, 92,6 %, Rhinolophus shameli, Stoeng Treng, Cambodge (récolté en 2010, publié en 2021) |
|  |                                                                                                  |
|  | RaTG13, 96,1 %, Rhinolophus affinis, Mojiang, Yunnan (récolté en 2013, publié en 2020)           |
|  |                                                                                                  |

|  | RmYN02, 93,3 %, Rhinolophus malayanus, Mengla, Yunnan (récolté en juin 2019, publié en 2020) |
|  |                                                                                              |
|  | RpYN06, 94.4 %, Rhinolophus pusillus, Mengla, Yunnan (récolté en mai 2020, publié en 2021)   |
|  |                                                                                              |

|  | RshSTT182, 92,6 %, Rhinolophus shameli, Stoeng Treng, Cambodge (récolté en 2010, publié en 2021) |
|  |                                                                                                  |
|  | RaTG13, 96,1 %, Rhinolophus affinis, Mojiang, Yunnan (récolté en 2013, publié en 2020)           |
|  |                                                                                                  |

|  | RmYN02, 93,3 %, Rhinolophus malayanus, Mengla, Yunnan (récolté en juin 2019, publié en 2020) |
|  |                                                                                              |
|  | RpYN06, 94.4 %, Rhinolophus pusillus, Mengla, Yunnan (récolté en mai 2020, publié en 2021)   |
|  |                                                                                              |

|  | RshSTT182, 92,6 %, Rhinolophus shameli, Stoeng Treng, Cambodge (récolté en 2010, publié en 2021) |
|  |                                                                                                  |
|  | RaTG13, 96,1 %, Rhinolophus affinis, Mojiang, Yunnan (récolté en 2013, publié en 2020)           |
|  |                                                                                                  |

|  | RmYN02, 93,3 %, Rhinolophus malayanus, Mengla, Yunnan (récolté en juin 2019, publié en 2020) |
|  |                                                                                              |
|  | RpYN06, 94.4 %, Rhinolophus pusillus, Mengla, Yunnan (récolté en mai 2020, publié en 2021)   |
|  |                                                                                              |

|  | RshSTT182, 92,6 %, Rhinolophus shameli, Stoeng Treng, Cambodge (récolté en 2010, publié en 2021) |
|  |                                                                                                  |
|  | RaTG13, 96,1 %, Rhinolophus affinis, Mojiang, Yunnan (récolté en 2013, publié en 2020)           |
|  |                                                                                                  |

|  | RmYN02, 93,3 %, Rhinolophus malayanus, Mengla, Yunnan (récolté en juin 2019, publié en 2020) |
|  |                                                                                              |
|  | RpYN06, 94.4 %, Rhinolophus pusillus, Mengla, Yunnan (récolté en mai 2020, publié en 2021)   |
|  |                                                                                              |

|  | RshSTT182, 92,6 %, Rhinolophus shameli, Stoeng Treng, Cambodge (récolté en 2010, publié en 2021) |
|  |                                                                                                  |
|  | RaTG13, 96,1 %, Rhinolophus affinis, Mojiang, Yunnan (récolté en 2013, publié en 2020)           |
|  |                                                                                                  |

|  | RmYN02, 93,3 %, Rhinolophus malayanus, Mengla, Yunnan (récolté en juin 2019, publié en 2020) |
|  |                                                                                              |
|  | RpYN06, 94.4 %, Rhinolophus pusillus, Mengla, Yunnan (récolté en mai 2020, publié en 2021)   |
|  |                                                                                              |

|  | RshSTT182, 92,6 %, Rhinolophus shameli, Stoeng Treng, Cambodge (récolté en 2010, publié en 2021) |
|  |                                                                                                  |
|  | RaTG13, 96,1 %, Rhinolophus affinis, Mojiang, Yunnan (récolté en 2013, publié en 2020)           |
|  |                                                                                                  |

|  | RmYN02, 93,3 %, Rhinolophus malayanus, Mengla, Yunnan (récolté en juin 2019, publié en 2020) |
|  |                                                                                              |
|  | RpYN06, 94.4 %, Rhinolophus pusillus, Mengla, Yunnan (récolté en mai 2020, publié en 2021)   |
|  |                                                                                              |

|  | RshSTT182, 92,6 %, Rhinolophus shameli, Stoeng Treng, Cambodge (récolté en 2010, publié en 2021) |
|  |                                                                                                  |
|  | RaTG13, 96,1 %, Rhinolophus affinis, Mojiang, Yunnan (récolté en 2013, publié en 2020)           |
|  |                                                                                                  |

|  | RmYN02, 93,3 %, Rhinolophus malayanus, Mengla, Yunnan (récolté en juin 2019, publié en 2020) |
|  |                                                                                              |
|  | RpYN06, 94.4 %, Rhinolophus pusillus, Mengla, Yunnan (récolté en mai 2020, publié en 2021)   |
|  |                                                                                              |

|  | RshSTT182, 92,6 %, Rhinolophus shameli, Stoeng Treng, Cambodge (récolté en 2010, publié en 2021) |
|  |                                                                                                  |
|  | RaTG13, 96,1 %, Rhinolophus affinis, Mojiang, Yunnan (récolté en 2013, publié en 2020)           |
|  |                                                                                                  |

|  | RmYN02, 93,3 %, Rhinolophus malayanus, Mengla, Yunnan (récolté en juin 2019, publié en 2020) |
|  |                                                                                              |
|  | RpYN06, 94.4 %, Rhinolophus pusillus, Mengla, Yunnan (récolté en mai 2020, publié en 2021)   |
|  |                                                                                              |

|  | RshSTT182, 92,6 %, Rhinolophus shameli, Stoeng Treng, Cambodge (récolté en 2010, publié en 2021) |
|  |                                                                                                  |
|  | RaTG13, 96,1 %, Rhinolophus affinis, Mojiang, Yunnan (récolté en 2013, publié en 2020)           |
|  |                                                                                                  |

|  | RmYN02, 93,3 %, Rhinolophus malayanus, Mengla, Yunnan (récolté en juin 2019, publié en 2020) |
|  |                                                                                              |
|  | RpYN06, 94.4 %, Rhinolophus pusillus, Mengla, Yunnan (récolté en mai 2020, publié en 2021)   |
|  |                                                                                              |

|  | RshSTT182, 92,6 %, Rhinolophus shameli, Stoeng Treng, Cambodge (récolté en 2010, publié en 2021) |
|  |                                                                                                  |
|  | RaTG13, 96,1 %, Rhinolophus affinis, Mojiang, Yunnan (récolté en 2013, publié en 2020)           |
|  |                                                                                                  |

|  | RmYN02, 93,3 %, Rhinolophus malayanus, Mengla, Yunnan (récolté en juin 2019, publié en 2020) |
|  |                                                                                              |
|  | RpYN06, 94.4 %, Rhinolophus pusillus, Mengla, Yunnan (récolté en mai 2020, publié en 2021)   |
|  |                                                                                              |

|  | RshSTT182, 92,6 %, Rhinolophus shameli, Stoeng Treng, Cambodge (récolté en 2010, publié en 2021) |
|  |                                                                                                  |
|  | RaTG13, 96,1 %, Rhinolophus affinis, Mojiang, Yunnan (récolté en 2013, publié en 2020)           |
|  |                                                                                                  |

|  | RmYN02, 93,3 %, Rhinolophus malayanus, Mengla, Yunnan (récolté en juin 2019, publié en 2020) |
|  |                                                                                              |
|  | RpYN06, 94.4 %, Rhinolophus pusillus, Mengla, Yunnan (récolté en mai 2020, publié en 2021)   |
|  |                                                                                              |

|  | RshSTT182, 92,6 %, Rhinolophus shameli, Stoeng Treng, Cambodge (récolté en 2010, publié en 2021) |
|  |                                                                                                  |
|  | RaTG13, 96,1 %, Rhinolophus affinis, Mojiang, Yunnan (récolté en 2013, publié en 2020)           |
|  |                                                                                                  |

|  | RmYN02, 93,3 %, Rhinolophus malayanus, Mengla, Yunnan (récolté en juin 2019, publié en 2020) |
|  |                                                                                              |
|  | RpYN06, 94.4 %, Rhinolophus pusillus, Mengla, Yunnan (récolté en mai 2020, publié en 2021)   |
|  |                                                                                              |

|  | RshSTT182, 92,6 %, Rhinolophus shameli, Stoeng Treng, Cambodge (récolté en 2010, publié en 2021) |
|  |                                                                                                  |
|  | RaTG13, 96,1 %, Rhinolophus affinis, Mojiang, Yunnan (récolté en 2013, publié en 2020)           |
|  |                                                                                                  |

|  | RmYN02, 93,3 %, Rhinolophus malayanus, Mengla, Yunnan (récolté en juin 2019, publié en 2020) |
|  |                                                                                              |
|  | RpYN06, 94.4 %, Rhinolophus pusillus, Mengla, Yunnan (récolté en mai 2020, publié en 2021)   |
|  |                                                                                              |

|  | RshSTT182, 92,6 %, Rhinolophus shameli, Stoeng Treng, Cambodge (récolté en 2010, publié en 2021) |
|  |                                                                                                  |
|  | RaTG13, 96,1 %, Rhinolophus affinis, Mojiang, Yunnan (récolté en 2013, publié en 2020)           |
|  |                                                                                                  |

|  | RmYN02, 93,3 %, Rhinolophus malayanus, Mengla, Yunnan (récolté en juin 2019, publié en 2020) |
|  |                                                                                              |
|  | RpYN06, 94.4 %, Rhinolophus pusillus, Mengla, Yunnan (récolté en mai 2020, publié en 2021)   |
|  |                                                                                              |

|  | RshSTT182, 92,6 %, Rhinolophus shameli, Stoeng Treng, Cambodge (récolté en 2010, publié en 2021) |
|  |                                                                                                  |
|  | RaTG13, 96,1 %, Rhinolophus affinis, Mojiang, Yunnan (récolté en 2013, publié en 2020)           |
|  |                                                                                                  |

|  | RmYN02, 93,3 %, Rhinolophus malayanus, Mengla, Yunnan (récolté en juin 2019, publié en 2020) |
|  |                                                                                              |
|  | RpYN06, 94.4 %, Rhinolophus pusillus, Mengla, Yunnan (récolté en mai 2020, publié en 2021)   |
|  |                                                                                              |

|  | RshSTT182, 92,6 %, Rhinolophus shameli, Stoeng Treng, Cambodge (récolté en 2010, publié en 2021) |
|  |                                                                                                  |
|  | RaTG13, 96,1 %, Rhinolophus affinis, Mojiang, Yunnan (récolté en 2013, publié en 2020)           |
|  |                                                                                                  |

|  | RmYN02, 93,3 %, Rhinolophus malayanus, Mengla, Yunnan (récolté en juin 2019, publié en 2020) |
|  |                                                                                              |
|  | RpYN06, 94.4 %, Rhinolophus pusillus, Mengla, Yunnan (récolté en mai 2020, publié en 2021)   |
|  |                                                                                              |

|  | RshSTT182, 92,6 %, Rhinolophus shameli, Stoeng Treng, Cambodge (récolté en 2010, publié en 2021) |
|  |                                                                                                  |
|  | RaTG13, 96,1 %, Rhinolophus affinis, Mojiang, Yunnan (récolté en 2013, publié en 2020)           |
|  |                                                                                                  |

|  | RmYN02, 93,3 %, Rhinolophus malayanus, Mengla, Yunnan (récolté en juin 2019, publié en 2020) |
|  |                                                                                              |
|  | RpYN06, 94.4 %, Rhinolophus pusillus, Mengla, Yunnan (récolté en mai 2020, publié en 2021)   |
|  |                                                                                              |

|  | RshSTT182, 92,6 %, Rhinolophus shameli, Stoeng Treng, Cambodge (récolté en 2010, publié en 2021) |
|  |                                                                                                  |
|  | RaTG13, 96,1 %, Rhinolophus affinis, Mojiang, Yunnan (récolté en 2013, publié en 2020)           |
|  |                                                                                                  |

|  | RmYN02, 93,3 %, Rhinolophus malayanus, Mengla, Yunnan (récolté en juin 2019, publié en 2020) |
|  |                                                                                              |
|  | RpYN06, 94.4 %, Rhinolophus pusillus, Mengla, Yunnan (récolté en mai 2020, publié en 2021)   |
|  |                                                                                              |

|  | RshSTT182, 92,6 %, Rhinolophus shameli, Stoeng Treng, Cambodge (récolté en 2010, publié en 2021) |
|  |                                                                                                  |
|  | RaTG13, 96,1 %, Rhinolophus affinis, Mojiang, Yunnan (récolté en 2013, publié en 2020)           |
|  |                                                                                                  |

|  | RmYN02, 93,3 %, Rhinolophus malayanus, Mengla, Yunnan (récolté en juin 2019, publié en 2020) |
|  |                                                                                              |
|  | RpYN06, 94.4 %, Rhinolophus pusillus, Mengla, Yunnan (récolté en mai 2020, publié en 2021)   |
|  |                                                                                              |

|  | RshSTT182, 92,6 %, Rhinolophus shameli, Stoeng Treng, Cambodge (récolté en 2010, publié en 2021) |
|  |                                                                                                  |
|  | RaTG13, 96,1 %, Rhinolophus affinis, Mojiang, Yunnan (récolté en 2013, publié en 2020)           |
|  |                                                                                                  |

|  | RmYN02, 93,3 %, Rhinolophus malayanus, Mengla, Yunnan (récolté en juin 2019, publié en 2020) |
|  |                                                                                              |
|  | RpYN06, 94.4 %, Rhinolophus pusillus, Mengla, Yunnan (récolté en mai 2020, publié en 2021)   |
|  |                                                                                              |

|  | RshSTT182, 92,6 %, Rhinolophus shameli, Stoeng Treng, Cambodge (récolté en 2010, publié en 2021) |
|  |                                                                                                  |
|  | RaTG13, 96,1 %, Rhinolophus affinis, Mojiang, Yunnan (récolté en 2013, publié en 2020)           |
|  |                                                                                                  |

|  | RmYN02, 93,3 %, Rhinolophus malayanus, Mengla, Yunnan (récolté en juin 2019, publié en 2020) |
|  |                                                                                              |
|  | RpYN06, 94.4 %, Rhinolophus pusillus, Mengla, Yunnan (récolté en mai 2020, publié en 2021)   |
|  |                                                                                              |

|  | RshSTT182, 92,6 %, Rhinolophus shameli, Stoeng Treng, Cambodge (récolté en 2010, publié en 2021) |
|  |                                                                                                  |
|  | RaTG13, 96,1 %, Rhinolophus affinis, Mojiang, Yunnan (récolté en 2013, publié en 2020)           |
|  |                                                                                                  |

|  | RmYN02, 93,3 %, Rhinolophus malayanus, Mengla, Yunnan (récolté en juin 2019, publié en 2020) |
|  |                                                                                              |
|  | RpYN06, 94.4 %, Rhinolophus pusillus, Mengla, Yunnan (récolté en mai 2020, publié en 2021)   |
|  |                                                                                              |

|  | RshSTT182, 92,6 %, Rhinolophus shameli, Stoeng Treng, Cambodge (récolté en 2010, publié en 2021) |
|  |                                                                                                  |
|  | RaTG13, 96,1 %, Rhinolophus affinis, Mojiang, Yunnan (récolté en 2013, publié en 2020)           |
|  |                                                                                                  |

|  | RmYN02, 93,3 %, Rhinolophus malayanus, Mengla, Yunnan (récolté en juin 2019, publié en 2020) |
|  |                                                                                              |
|  | RpYN06, 94.4 %, Rhinolophus pusillus, Mengla, Yunnan (récolté en mai 2020, publié en 2021)   |
|  |                                                                                              |

|  | RshSTT182, 92,6 %, Rhinolophus shameli, Stoeng Treng, Cambodge (récolté en 2010, publié en 2021) |
|  |                                                                                                  |
|  | RaTG13, 96,1 %, Rhinolophus affinis, Mojiang, Yunnan (récolté en 2013, publié en 2020)           |
|  |                                                                                                  |

|  | RmYN02, 93,3 %, Rhinolophus malayanus, Mengla, Yunnan (récolté en juin 2019, publié en 2020) |
|  |                                                                                              |
|  | RpYN06, 94.4 %, Rhinolophus pusillus, Mengla, Yunnan (récolté en mai 2020, publié en 2021)   |
|  |                                                                                              |

|  | RshSTT182, 92,6 %, Rhinolophus shameli, Stoeng Treng, Cambodge (récolté en 2010, publié en 2021) |
|  |                                                                                                  |
|  | RaTG13, 96,1 %, Rhinolophus affinis, Mojiang, Yunnan (récolté en 2013, publié en 2020)           |
|  |                                                                                                  |

|  | RmYN02, 93,3 %, Rhinolophus malayanus, Mengla, Yunnan (récolté en juin 2019, publié en 2020) |
|  |                                                                                              |
|  | RpYN06, 94.4 %, Rhinolophus pusillus, Mengla, Yunnan (récolté en mai 2020, publié en 2021)   |
|  |                                                                                              |

|  | RshSTT182, 92,6 %, Rhinolophus shameli, Stoeng Treng, Cambodge (récolté en 2010, publié en 2021) |
|  |                                                                                                  |
|  | RaTG13, 96,1 %, Rhinolophus affinis, Mojiang, Yunnan (récolté en 2013, publié en 2020)           |
|  |                                                                                                  |

|  | RmYN02, 93,3 %, Rhinolophus malayanus, Mengla, Yunnan (récolté en juin 2019, publié en 2020) |
|  |                                                                                              |
|  | RpYN06, 94.4 %, Rhinolophus pusillus, Mengla, Yunnan (récolté en mai 2020, publié en 2021)   |
|  |                                                                                              |

|  | RshSTT182, 92,6 %, Rhinolophus shameli, Stoeng Treng, Cambodge (récolté en 2010, publié en 2021) |
|  |                                                                                                  |
|  | RaTG13, 96,1 %, Rhinolophus affinis, Mojiang, Yunnan (récolté en 2013, publié en 2020)           |
|  |                                                                                                  |

|  | RmYN02, 93,3 %, Rhinolophus malayanus, Mengla, Yunnan (récolté en juin 2019, publié en 2020) |
|  |                                                                                              |
|  | RpYN06, 94.4 %, Rhinolophus pusillus, Mengla, Yunnan (récolté en mai 2020, publié en 2021)   |
|  |                                                                                              |

|  | RshSTT182, 92,6 %, Rhinolophus shameli, Stoeng Treng, Cambodge (récolté en 2010, publié en 2021) |
|  |                                                                                                  |
|  | RaTG13, 96,1 %, Rhinolophus affinis, Mojiang, Yunnan (récolté en 2013, publié en 2020)           |
|  |                                                                                                  |

|  | RmYN02, 93,3 %, Rhinolophus malayanus, Mengla, Yunnan (récolté en juin 2019, publié en 2020) |
|  |                                                                                              |
|  | RpYN06, 94.4 %, Rhinolophus pusillus, Mengla, Yunnan (récolté en mai 2020, publié en 2021)   |
|  |                                                                                              |

|  | RshSTT182, 92,6 %, Rhinolophus shameli, Stoeng Treng, Cambodge (récolté en 2010, publié en 2021) |
|  |                                                                                                  |
|  | RaTG13, 96,1 %, Rhinolophus affinis, Mojiang, Yunnan (récolté en 2013, publié en 2020)           |
|  |                                                                                                  |

|  | RmYN02, 93,3 %, Rhinolophus malayanus, Mengla, Yunnan (récolté en juin 2019, publié en 2020) |
|  |                                                                                              |
|  | RpYN06, 94.4 %, Rhinolophus pusillus, Mengla, Yunnan (récolté en mai 2020, publié en 2021)   |
|  |                                                                                              |

|  | RshSTT182, 92,6 %, Rhinolophus shameli, Stoeng Treng, Cambodge (récolté en 2010, publié en 2021) |
|  |                                                                                                  |
|  | RaTG13, 96,1 %, Rhinolophus affinis, Mojiang, Yunnan (récolté en 2013, publié en 2020)           |
|  |                                                                                                  |

|  | RmYN02, 93,3 %, Rhinolophus malayanus, Mengla, Yunnan (récolté en juin 2019, publié en 2020) |
|  |                                                                                              |
|  | RpYN06, 94.4 %, Rhinolophus pusillus, Mengla, Yunnan (récolté en mai 2020, publié en 2021)   |
|  |                                                                                              |

|  | RshSTT182, 92,6 %, Rhinolophus shameli, Stoeng Treng, Cambodge (récolté en 2010, publié en 2021) |
|  |                                                                                                  |
|  | RaTG13, 96,1 %, Rhinolophus affinis, Mojiang, Yunnan (récolté en 2013, publié en 2020)           |
|  |                                                                                                  |

|  | RmYN02, 93,3 %, Rhinolophus malayanus, Mengla, Yunnan (récolté en juin 2019, publié en 2020) |
|  |                                                                                              |
|  | RpYN06, 94.4 %, Rhinolophus pusillus, Mengla, Yunnan (récolté en mai 2020, publié en 2021)   |
|  |                                                                                              |

|  | RshSTT182, 92,6 %, Rhinolophus shameli, Stoeng Treng, Cambodge (récolté en 2010, publié en 2021) |
|  |                                                                                                  |
|  | RaTG13, 96,1 %, Rhinolophus affinis, Mojiang, Yunnan (récolté en 2013, publié en 2020)           |
|  |                                                                                                  |

|  | RmYN02, 93,3 %, Rhinolophus malayanus, Mengla, Yunnan (récolté en juin 2019, publié en 2020) |
|  |                                                                                              |
|  | RpYN06, 94.4 %, Rhinolophus pusillus, Mengla, Yunnan (récolté en mai 2020, publié en 2021)   |
|  |                                                                                              |

|  | RshSTT182, 92,6 %, Rhinolophus shameli, Stoeng Treng, Cambodge (récolté en 2010, publié en 2021) |
|  |                                                                                                  |
|  | RaTG13, 96,1 %, Rhinolophus affinis, Mojiang, Yunnan (récolté en 2013, publié en 2020)           |
|  |                                                                                                  |

|  | RmYN02, 93,3 %, Rhinolophus malayanus, Mengla, Yunnan (récolté en juin 2019, publié en 2020) |
|  |                                                                                              |
|  | RpYN06, 94.4 %, Rhinolophus pusillus, Mengla, Yunnan (récolté en mai 2020, publié en 2021)   |
|  |                                                                                              |

|  | RshSTT182, 92,6 %, Rhinolophus shameli, Stoeng Treng, Cambodge (récolté en 2010, publié en 2021) |
|  |                                                                                                  |
|  | RaTG13, 96,1 %, Rhinolophus affinis, Mojiang, Yunnan (récolté en 2013, publié en 2020)           |
|  |                                                                                                  |

|  | RmYN02, 93,3 %, Rhinolophus malayanus, Mengla, Yunnan (récolté en juin 2019, publié en 2020) |
|  |                                                                                              |
|  | RpYN06, 94.4 %, Rhinolophus pusillus, Mengla, Yunnan (récolté en mai 2020, publié en 2021)   |
|  |                                                                                              |

|  | RshSTT182, 92,6 %, Rhinolophus shameli, Stoeng Treng, Cambodge (récolté en 2010, publié en 2021) |
|  |                                                                                                  |
|  | RaTG13, 96,1 %, Rhinolophus affinis, Mojiang, Yunnan (récolté en 2013, publié en 2020)           |
|  |                                                                                                  |

|  | RmYN02, 93,3 %, Rhinolophus malayanus, Mengla, Yunnan (récolté en juin 2019, publié en 2020) |
|  |                                                                                              |
|  | RpYN06, 94.4 %, Rhinolophus pusillus, Mengla, Yunnan (récolté en mai 2020, publié en 2021)   |
|  |                                                                                              |

|  | RshSTT182, 92,6 %, Rhinolophus shameli, Stoeng Treng, Cambodge (récolté en 2010, publié en 2021) |
|  |                                                                                                  |
|  | RaTG13, 96,1 %, Rhinolophus affinis, Mojiang, Yunnan (récolté en 2013, publié en 2020)           |
|  |                                                                                                  |

|  | RmYN02, 93,3 %, Rhinolophus malayanus, Mengla, Yunnan (récolté en juin 2019, publié en 2020) |
|  |                                                                                              |
|  | RpYN06, 94.4 %, Rhinolophus pusillus, Mengla, Yunnan (récolté en mai 2020, publié en 2021)   |
|  |                                                                                              |

|  | RshSTT182, 92,6 %, Rhinolophus shameli, Stoeng Treng, Cambodge (récolté en 2010, publié en 2021) |
|  |                                                                                                  |
|  | RaTG13, 96,1 %, Rhinolophus affinis, Mojiang, Yunnan (récolté en 2013, publié en 2020)           |
|  |                                                                                                  |

|  | RmYN02, 93,3 %, Rhinolophus malayanus, Mengla, Yunnan (récolté en juin 2019, publié en 2020) |
|  |                                                                                              |
|  | RpYN06, 94.4 %, Rhinolophus pusillus, Mengla, Yunnan (récolté en mai 2020, publié en 2021)   |
|  |                                                                                              |

|  | RshSTT182, 92,6 %, Rhinolophus shameli, Stoeng Treng, Cambodge (récolté en 2010, publié en 2021) |
|  |                                                                                                  |
|  | RaTG13, 96,1 %, Rhinolophus affinis, Mojiang, Yunnan (récolté en 2013, publié en 2020)           |
|  |                                                                                                  |

|  | RmYN02, 93,3 %, Rhinolophus malayanus, Mengla, Yunnan (récolté en juin 2019, publié en 2020) |
|  |                                                                                              |
|  | RpYN06, 94.4 %, Rhinolophus pusillus, Mengla, Yunnan (récolté en mai 2020, publié en 2021)   |
|  |                                                                                              |

|  | RshSTT182, 92,6 %, Rhinolophus shameli, Stoeng Treng, Cambodge (récolté en 2010, publié en 2021) |
|  |                                                                                                  |
|  | RaTG13, 96,1 %, Rhinolophus affinis, Mojiang, Yunnan (récolté en 2013, publié en 2020)           |
|  |                                                                                                  |

|  | RmYN02, 93,3 %, Rhinolophus malayanus, Mengla, Yunnan (récolté en juin 2019, publié en 2020) |
|  |                                                                                              |
|  | RpYN06, 94.4 %, Rhinolophus pusillus, Mengla, Yunnan (récolté en mai 2020, publié en 2021)   |
|  |                                                                                              |

|  | RshSTT182, 92,6 %, Rhinolophus shameli, Stoeng Treng, Cambodge (récolté en 2010, publié en 2021) |
|  |                                                                                                  |
|  | RaTG13, 96,1 %, Rhinolophus affinis, Mojiang, Yunnan (récolté en 2013, publié en 2020)           |
|  |                                                                                                  |

|  | RmYN02, 93,3 %, Rhinolophus malayanus, Mengla, Yunnan (récolté en juin 2019, publié en 2020) |
|  |                                                                                              |
|  | RpYN06, 94.4 %, Rhinolophus pusillus, Mengla, Yunnan (récolté en mai 2020, publié en 2021)   |
|  |                                                                                              |

|  | RshSTT182, 92,6 %, Rhinolophus shameli, Stoeng Treng, Cambodge (récolté en 2010, publié en 2021) |
|  |                                                                                                  |
|  | RaTG13, 96,1 %, Rhinolophus affinis, Mojiang, Yunnan (récolté en 2013, publié en 2020)           |
|  |                                                                                                  |

|  | RmYN02, 93,3 %, Rhinolophus malayanus, Mengla, Yunnan (récolté en juin 2019, publié en 2020) |
|  |                                                                                              |
|  | RpYN06, 94.4 %, Rhinolophus pusillus, Mengla, Yunnan (récolté en mai 2020, publié en 2021)   |
|  |                                                                                              |

|  | RshSTT182, 92,6 %, Rhinolophus shameli, Stoeng Treng, Cambodge (récolté en 2010, publié en 2021) |
|  |                                                                                                  |
|  | RaTG13, 96,1 %, Rhinolophus affinis, Mojiang, Yunnan (récolté en 2013, publié en 2020)           |
|  |                                                                                                  |

|  | RmYN02, 93,3 %, Rhinolophus malayanus, Mengla, Yunnan (récolté en juin 2019, publié en 2020) |
|  |                                                                                              |
|  | RpYN06, 94.4 %, Rhinolophus pusillus, Mengla, Yunnan (récolté en mai 2020, publié en 2021)   |
|  |                                                                                              |

|  | RshSTT182, 92,6 %, Rhinolophus shameli, Stoeng Treng, Cambodge (récolté en 2010, publié en 2021) |
|  |                                                                                                  |
|  | RaTG13, 96,1 %, Rhinolophus affinis, Mojiang, Yunnan (récolté en 2013, publié en 2020)           |
|  |                                                                                                  |

|  | RmYN02, 93,3 %, Rhinolophus malayanus, Mengla, Yunnan (récolté en juin 2019, publié en 2020) |
|  |                                                                                              |
|  | RpYN06, 94.4 %, Rhinolophus pusillus, Mengla, Yunnan (récolté en mai 2020, publié en 2021)   |
|  |                                                                                              |

|  | RshSTT182, 92,6 %, Rhinolophus shameli, Stoeng Treng, Cambodge (récolté en 2010, publié en 2021) |
|  |                                                                                                  |
|  | RaTG13, 96,1 %, Rhinolophus affinis, Mojiang, Yunnan (récolté en 2013, publié en 2020)           |
|  |                                                                                                  |

|  | RmYN02, 93,3 %, Rhinolophus malayanus, Mengla, Yunnan (récolté en juin 2019, publié en 2020) |
|  |                                                                                              |
|  | RpYN06, 94.4 %, Rhinolophus pusillus, Mengla, Yunnan (récolté en mai 2020, publié en 2021)   |
|  |                                                                                              |

|  | RshSTT182, 92,6 %, Rhinolophus shameli, Stoeng Treng, Cambodge (récolté en 2010, publié en 2021) |
|  |                                                                                                  |
|  | RaTG13, 96,1 %, Rhinolophus affinis, Mojiang, Yunnan (récolté en 2013, publié en 2020)           |
|  |                                                                                                  |

|  | RmYN02, 93,3 %, Rhinolophus malayanus, Mengla, Yunnan (récolté en juin 2019, publié en 2020) |
|  |                                                                                              |
|  | RpYN06, 94.4 %, Rhinolophus pusillus, Mengla, Yunnan (récolté en mai 2020, publié en 2021)   |
|  |                                                                                              |

|  | RshSTT182, 92,6 %, Rhinolophus shameli, Stoeng Treng, Cambodge (récolté en 2010, publié en 2021) |
|  |                                                                                                  |
|  | RaTG13, 96,1 %, Rhinolophus affinis, Mojiang, Yunnan (récolté en 2013, publié en 2020)           |
|  |                                                                                                  |

|  | RmYN02, 93,3 %, Rhinolophus malayanus, Mengla, Yunnan (récolté en juin 2019, publié en 2020) |
|  |                                                                                              |
|  | RpYN06, 94.4 %, Rhinolophus pusillus, Mengla, Yunnan (récolté en mai 2020, publié en 2021)   |
|  |                                                                                              |

|  | RshSTT182, 92,6 %, Rhinolophus shameli, Stoeng Treng, Cambodge (récolté en 2010, publié en 2021) |
|  |                                                                                                  |
|  | RaTG13, 96,1 %, Rhinolophus affinis, Mojiang, Yunnan (récolté en 2013, publié en 2020)           |
|  |                                                                                                  |

|  | RmYN02, 93,3 %, Rhinolophus malayanus, Mengla, Yunnan (récolté en juin 2019, publié en 2020) |
|  |                                                                                              |
|  | RpYN06, 94.4 %, Rhinolophus pusillus, Mengla, Yunnan (récolté en mai 2020, publié en 2021)   |
|  |                                                                                              |

|  | RshSTT182, 92,6 %, Rhinolophus shameli, Stoeng Treng, Cambodge (récolté en 2010, publié en 2021) |
|  |                                                                                                  |
|  | RaTG13, 96,1 %, Rhinolophus affinis, Mojiang, Yunnan (récolté en 2013, publié en 2020)           |
|  |                                                                                                  |

|  | RmYN02, 93,3 %, Rhinolophus malayanus, Mengla, Yunnan (récolté en juin 2019, publié en 2020) |
|  |                                                                                              |
|  | RpYN06, 94.4 %, Rhinolophus pusillus, Mengla, Yunnan (récolté en mai 2020, publié en 2021)   |
|  |                                                                                              |

|  | RshSTT182, 92,6 %, Rhinolophus shameli, Stoeng Treng, Cambodge (récolté en 2010, publié en 2021) |
|  |                                                                                                  |
|  | RaTG13, 96,1 %, Rhinolophus affinis, Mojiang, Yunnan (récolté en 2013, publié en 2020)           |
|  |                                                                                                  |

|  | RmYN02, 93,3 %, Rhinolophus malayanus, Mengla, Yunnan (récolté en juin 2019, publié en 2020) |
|  |                                                                                              |
|  | RpYN06, 94.4 %, Rhinolophus pusillus, Mengla, Yunnan (récolté en mai 2020, publié en 2021)   |
|  |                                                                                              |

|  | RshSTT182, 92,6 %, Rhinolophus shameli, Stoeng Treng, Cambodge (récolté en 2010, publié en 2021) |
|  |                                                                                                  |
|  | RaTG13, 96,1 %, Rhinolophus affinis, Mojiang, Yunnan (récolté en 2013, publié en 2020)           |
|  |                                                                                                  |

|  | RmYN02, 93,3 %, Rhinolophus malayanus, Mengla, Yunnan (récolté en juin 2019, publié en 2020) |
|  |                                                                                              |
|  | RpYN06, 94.4 %, Rhinolophus pusillus, Mengla, Yunnan (récolté en mai 2020, publié en 2021)   |
|  |                                                                                              |

|  | RshSTT182, 92,6 %, Rhinolophus shameli, Stoeng Treng, Cambodge (récolté en 2010, publié en 2021) |
|  |                                                                                                  |
|  | RaTG13, 96,1 %, Rhinolophus affinis, Mojiang, Yunnan (récolté en 2013, publié en 2020)           |
|  |                                                                                                  |

|  | RmYN02, 93,3 %, Rhinolophus malayanus, Mengla, Yunnan (récolté en juin 2019, publié en 2020) |
|  |                                                                                              |
|  | RpYN06, 94.4 %, Rhinolophus pusillus, Mengla, Yunnan (récolté en mai 2020, publié en 2021)   |
|  |                                                                                              |

|  | RshSTT182, 92,6 %, Rhinolophus shameli, Stoeng Treng, Cambodge (récolté en 2010, publié en 2021) |
|  |                                                                                                  |
|  | RaTG13, 96,1 %, Rhinolophus affinis, Mojiang, Yunnan (récolté en 2013, publié en 2020)           |
|  |                                                                                                  |

|  | RmYN02, 93,3 %, Rhinolophus malayanus, Mengla, Yunnan (récolté en juin 2019, publié en 2020) |
|  |                                                                                              |
|  | RpYN06, 94.4 %, Rhinolophus pusillus, Mengla, Yunnan (récolté en mai 2020, publié en 2021)   |
|  |                                                                                              |

|  | RshSTT182, 92,6 %, Rhinolophus shameli, Stoeng Treng, Cambodge (récolté en 2010, publié en 2021) |
|  |                                                                                                  |
|  | RaTG13, 96,1 %, Rhinolophus affinis, Mojiang, Yunnan (récolté en 2013, publié en 2020)           |
|  |                                                                                                  |

|  | RmYN02, 93,3 %, Rhinolophus malayanus, Mengla, Yunnan (récolté en juin 2019, publié en 2020) |
|  |                                                                                              |
|  | RpYN06, 94.4 %, Rhinolophus pusillus, Mengla, Yunnan (récolté en mai 2020, publié en 2021)   |
|  |                                                                                              |

|  | RshSTT182, 92,6 %, Rhinolophus shameli, Stoeng Treng, Cambodge (récolté en 2010, publié en 2021) |
|  |                                                                                                  |
|  | RaTG13, 96,1 %, Rhinolophus affinis, Mojiang, Yunnan (récolté en 2013, publié en 2020)           |
|  |                                                                                                  |

|  | RmYN02, 93,3 %, Rhinolophus malayanus, Mengla, Yunnan (récolté en juin 2019, publié en 2020) |
|  |                                                                                              |
|  | RpYN06, 94.4 %, Rhinolophus pusillus, Mengla, Yunnan (récolté en mai 2020, publié en 2021)   |
|  |                                                                                              |

|  | RshSTT182, 92,6 %, Rhinolophus shameli, Stoeng Treng, Cambodge (récolté en 2010, publié en 2021) |
|  |                                                                                                  |
|  | RaTG13, 96,1 %, Rhinolophus affinis, Mojiang, Yunnan (récolté en 2013, publié en 2020)           |
|  |                                                                                                  |

- Animal hôte :
- chauve-souris
- pangolin
- humain